# Cadillac (automerk)

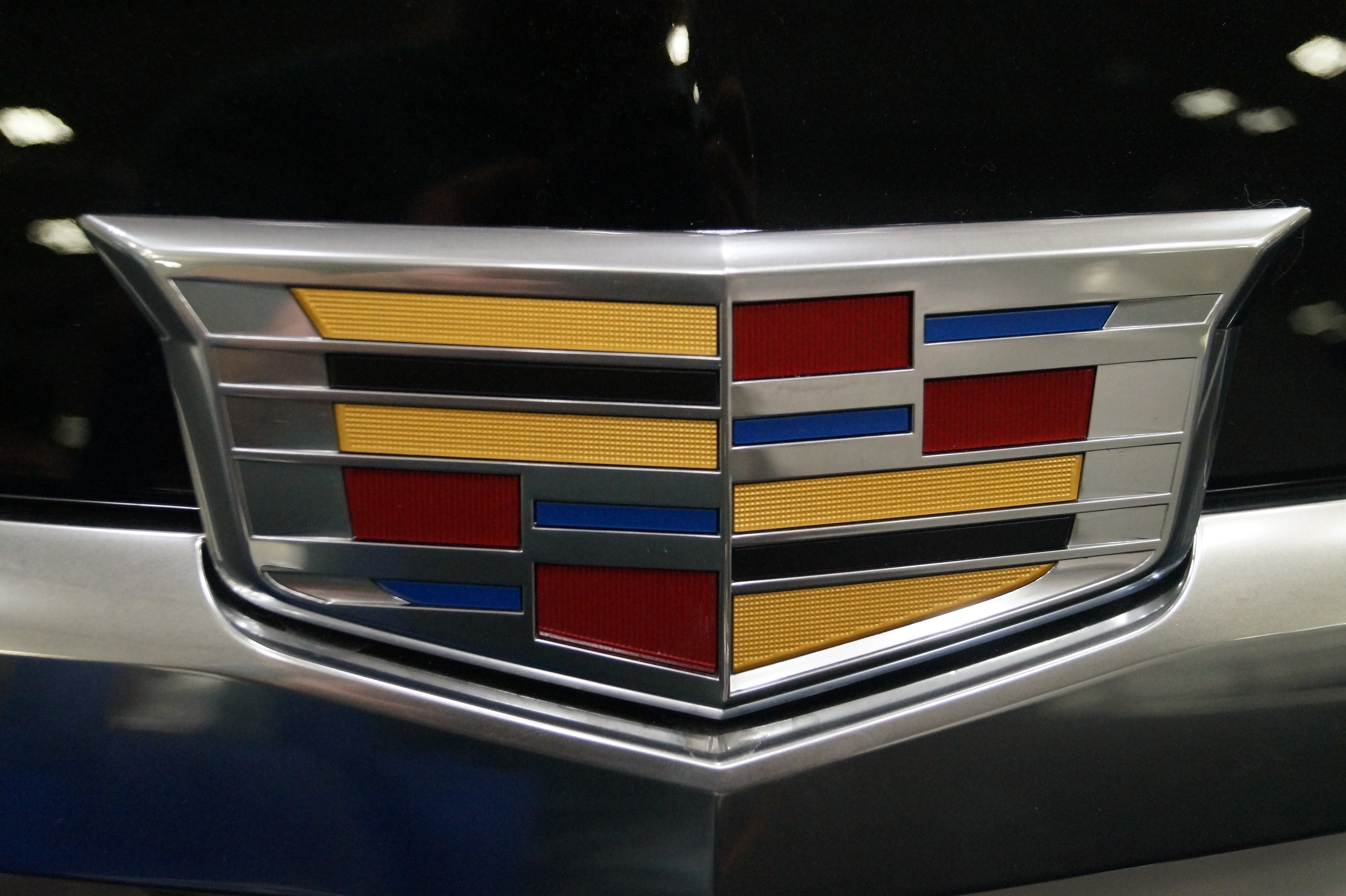

Cadillac is een Amerikaans merk van luxeauto's. Sinds 1909 behoort het merk tot het General Motors-concern. Cadillacs worden wereldwijd verkocht. De belangrijkste afzetgebieden zijn de Verenigde Staten, Canada en China.
Cadillac is het oudste Amerikaanse automerk na Buick, en ook wereldwijd is het een van de oudste. Cadillac dankt zijn naam aan de stichter van de Amerikaanse stad Detroit, Antoine de Lamothe, sieur de Cadillac.
Tegen de tijd dat General Motors het bedrijf in 1909 kocht, had Cadillac zich al gevestigd als een van Amerika's vooraanstaande luxe-autoconstructeurs. De volledige uitwisselbaarheid van zijn precisie-onderdelen had het mogelijk gemaakt om de basis te leggen voor de moderne massaproductie van auto's. Het was een voorloper op het gebied van technologische vooruitgang en introduceerde volledige elektrische systemen, de handmatige "clashless" versnellingsbak en het stalen dak. Het merk ontwikkelde drie motoren waarbij de V8 de standaard werd voor de Amerikaanse auto-industrie.

## Geschiedenis

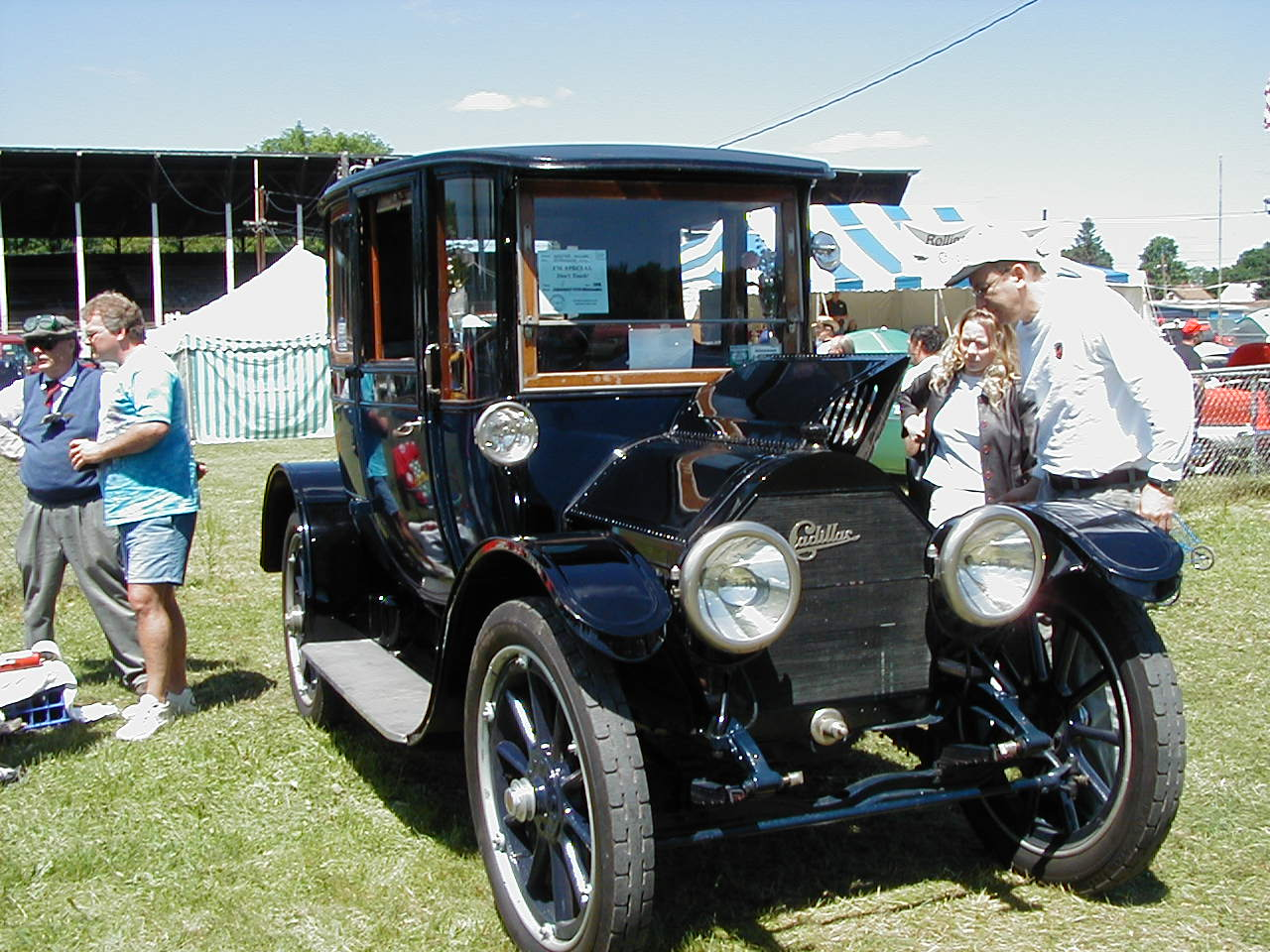
Cadillac uit 1917

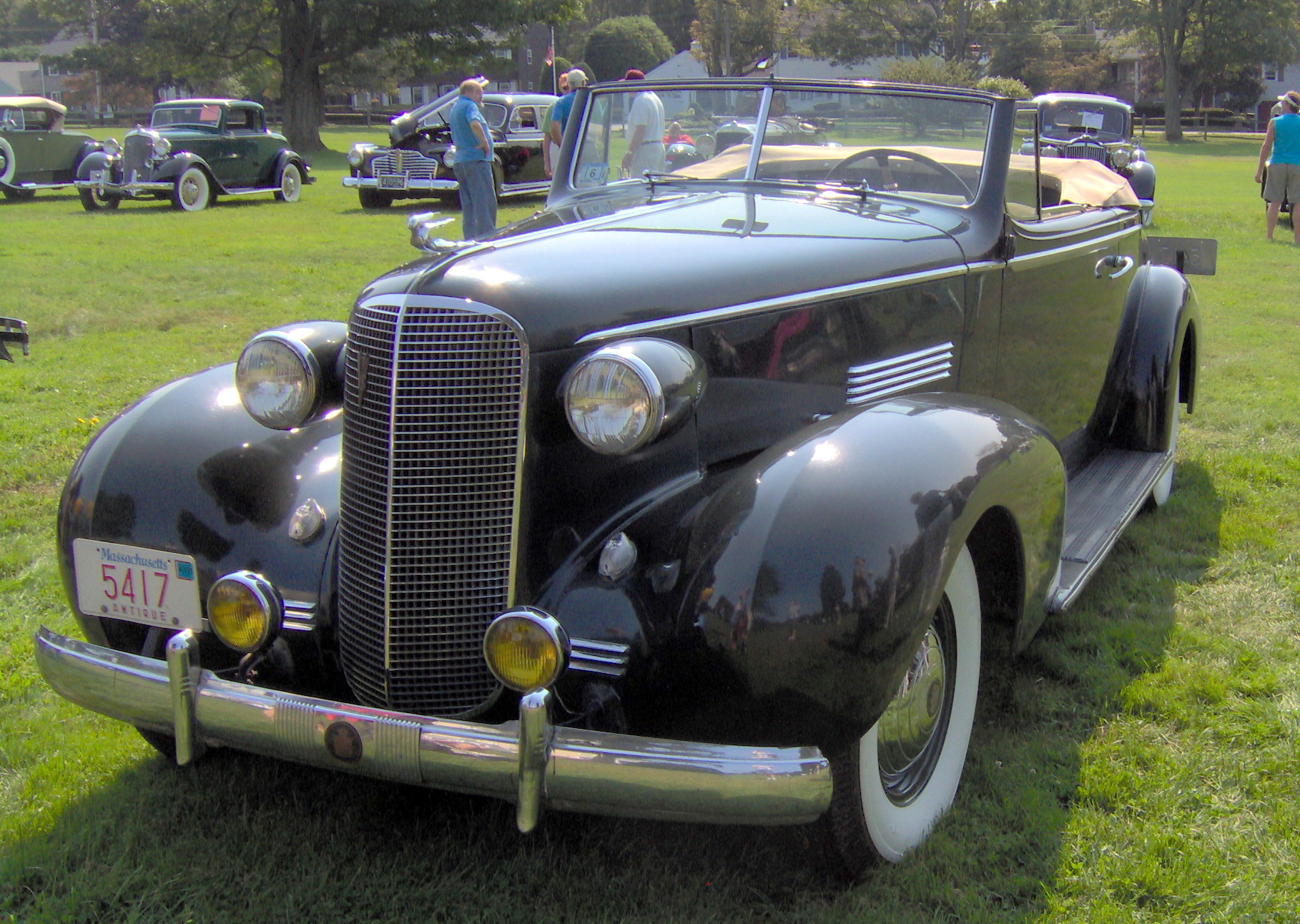
Cadillac Series 70 uit 1937

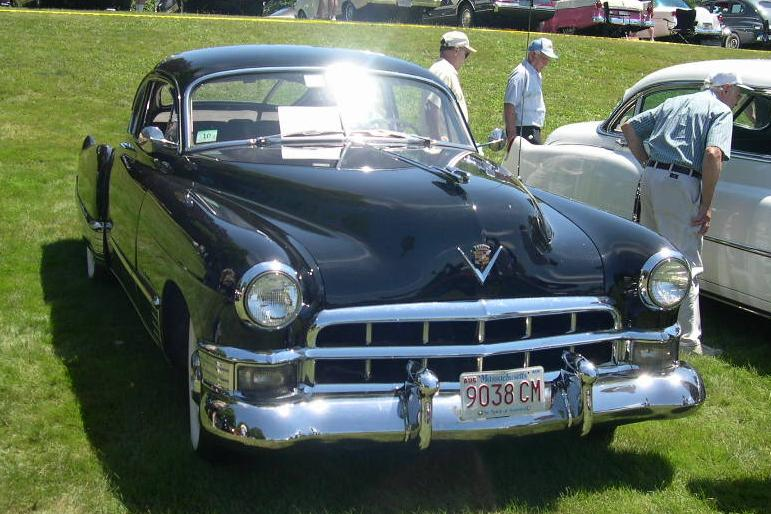
Cadillac Series 61 uit 1949 met dagmar bumpers

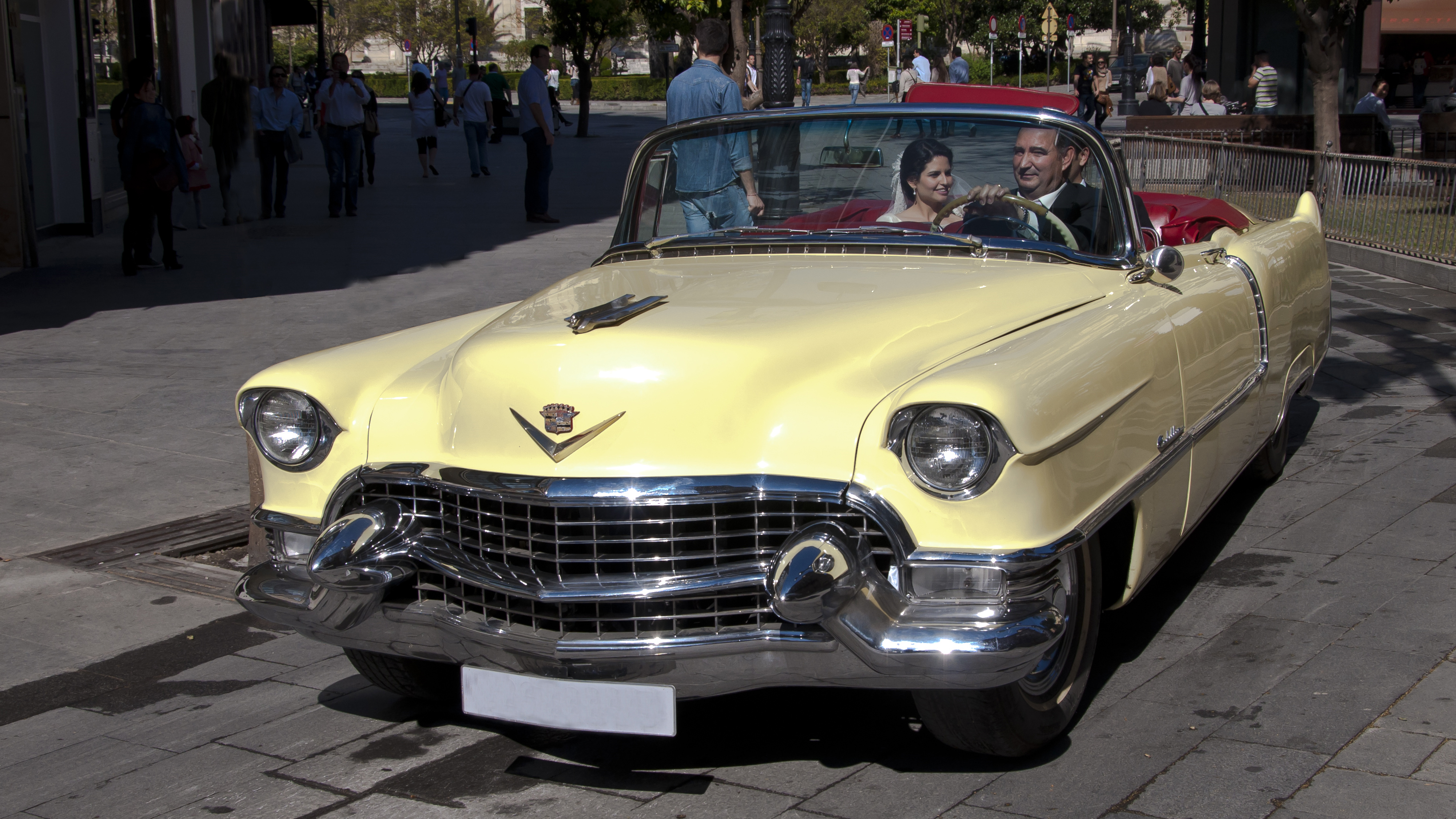
Cadillac Coupe Deville 1954

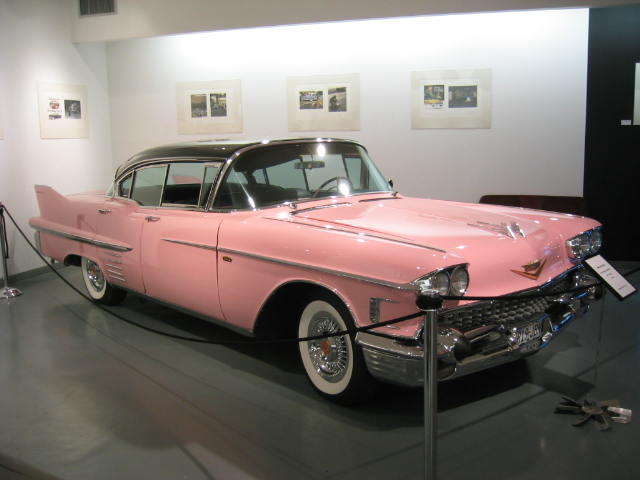
Cadillac Deville uit 1958 met staartvinnen

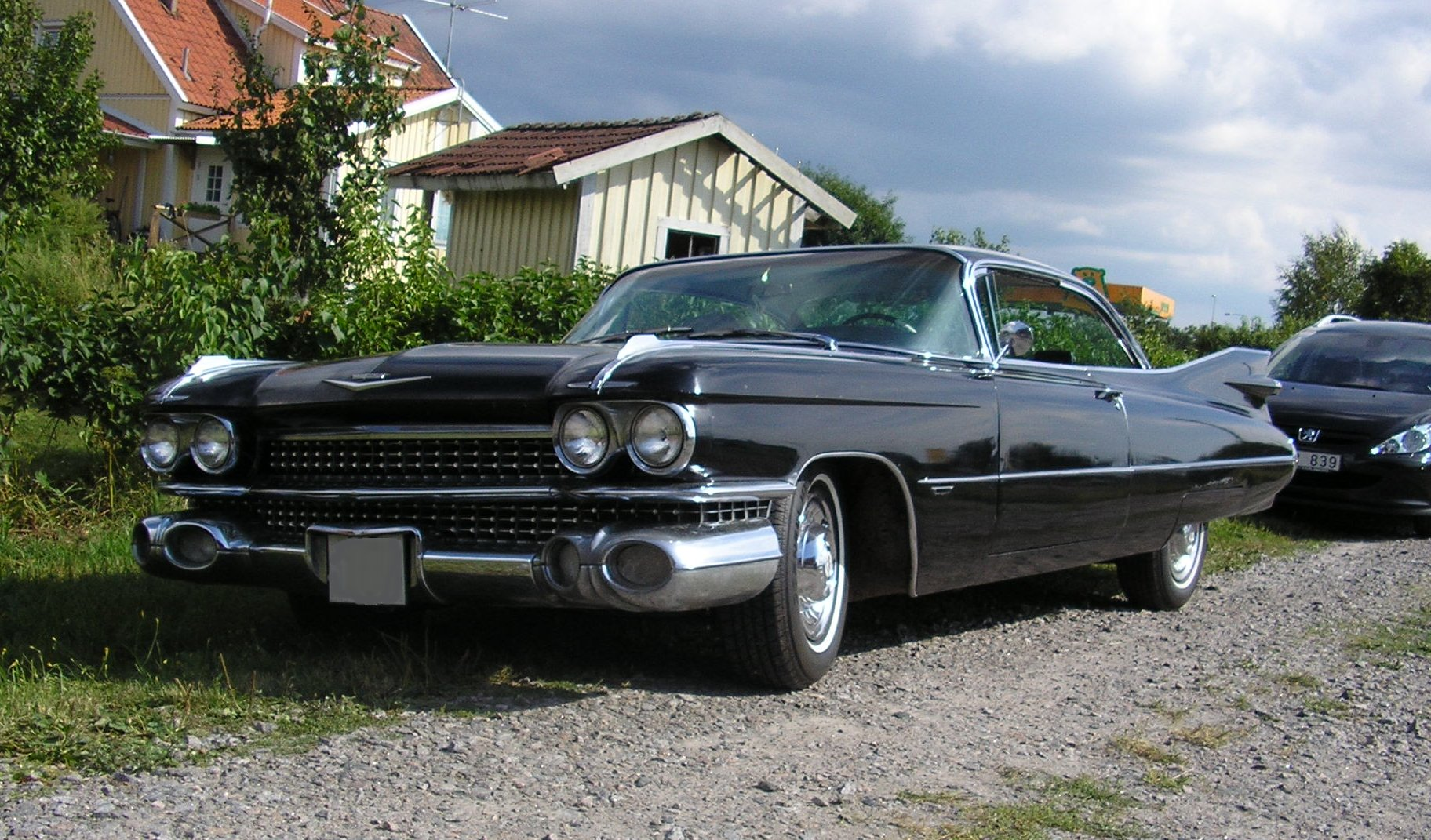
Cadillac Coupe Deville uit 1959 met staartvinnen

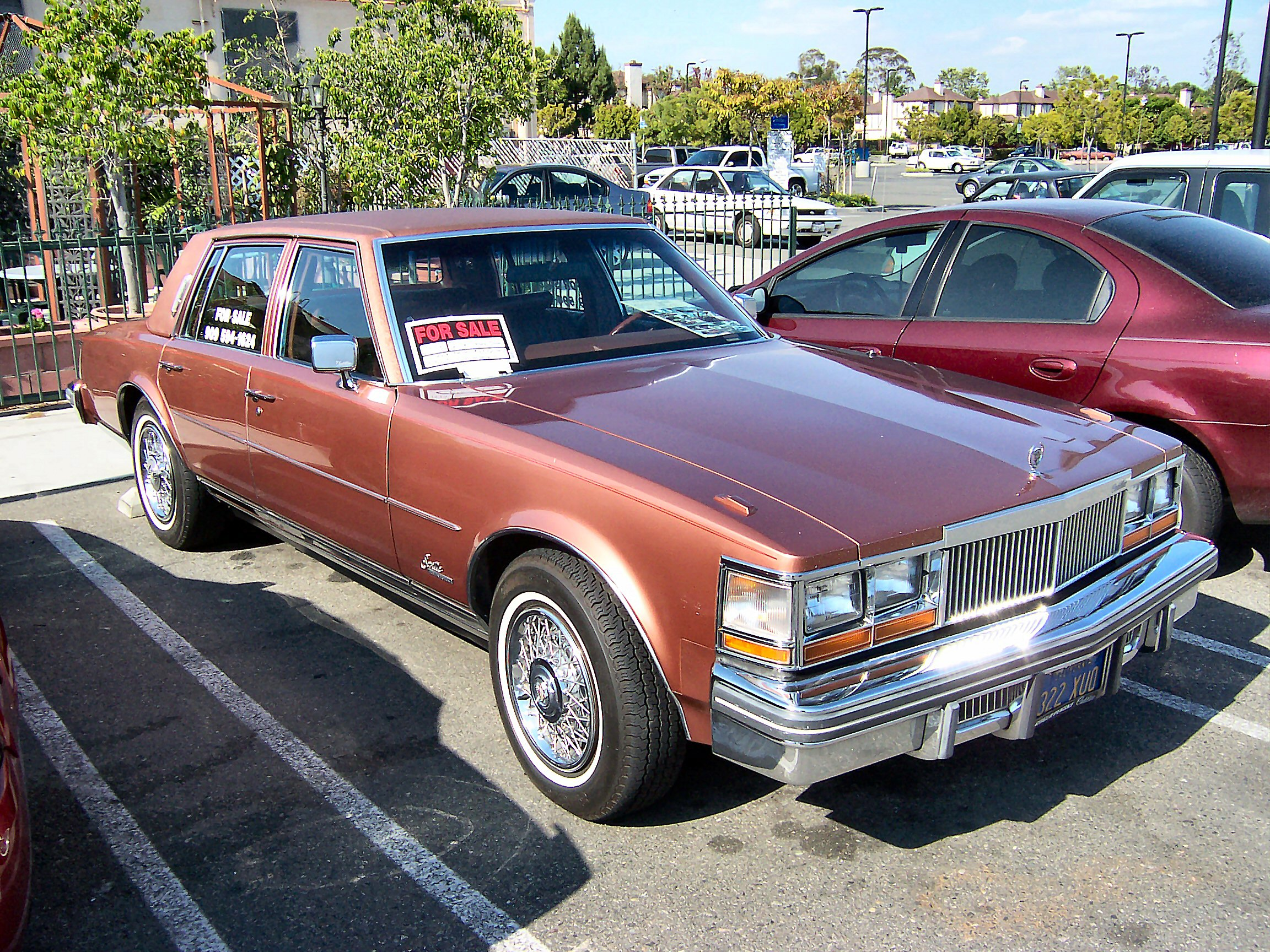
Cadillac Seville uit 1978

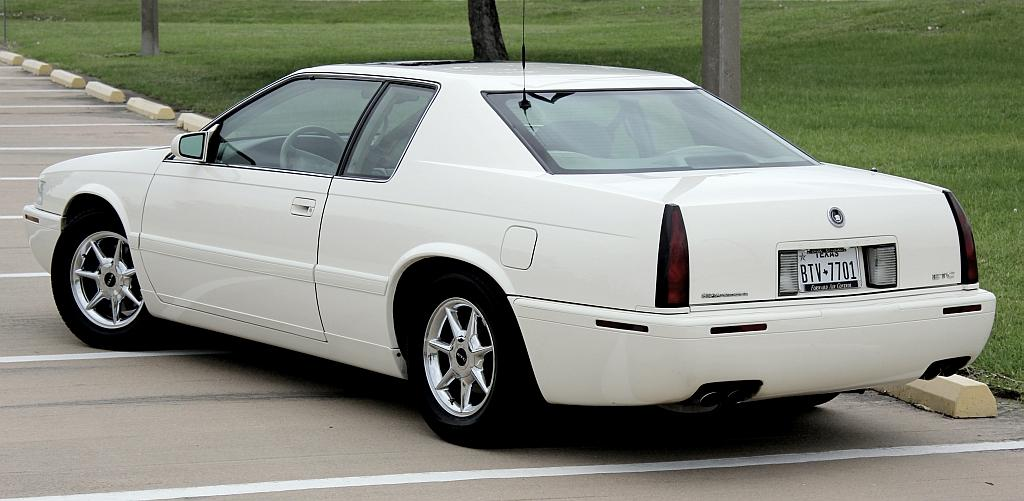
Cadillac Eldorado uit 2001

### Voorgeschiedenis
In 1899 was de Detroit Automobile Company opgericht, die in 1900 alweer failliet ging na slechts enkele auto's te hebben geproduceerd. Een jaar later werd het bedrijf opnieuw opgestart met, hoofdingenieur Henry Ford aan het roer. Hij hernoemde het bedrijf tot Henry Ford Company. Na drie maanden ging het bedrijf opnieuw failliet. Ford en een aantal partners vertrokken. De investeerders zochten in augustus 1902 Henry Leland op om de waarde van de fabriek en de machines te schatten, alvorens die verkocht werden.
Leland had samen met drie partners in 1890 Leland, Faulconer & Norton opgericht. Dat bedrijf ontwierp en bouwde speciale machines en produceerde later ook benzinemotoren voor Ransom Olds, de stichter van Oldsmobile. Leland en zijn werknemers verbeterden de motor en verhoogden het vermogen van de oorspronkelijke 3,7 pk tot 10,25 pk. De verkopen van Oldsmobile liepen echter vlot en de nieuwe motor was niet nodig.
Leland toonde zijn motor aan de investeerders en stelde voor het bedrijf voort te zetten. De investeerders waren onder de indruk en gingen akkoord. Ze hoopten de eerste succesvolle autobouwer van Detroit te worden en kozen de naam van de stichter van die stad, Antoine Laumet de La Mothe sieur de Cadillac, als nieuwe naam. Niet veel later werd het wapenschild van de familie Cadillac, omgeven door een lauwerkrans, geregistreerd als het embleem. Daarmee was de Cadillac Automobile Company geboren.

### Het begin
De eerste Cadillac werd geproduceerd in oktober 1902. In januari 1903 werd deze 10 HP voorgesteld op het autosalon van New York. Het publiek was enthousiast en binnen een week liepen 2286 bestellingen binnen. Het eerste jaar werden bijna 2500 auto's gebouwd, voor die tijd een enorm aantal. Vooral de precisie waarmee de voertuigen gebouwd werden, en dus de betrouwbaarheid, was een belangrijk verkoopargument.
Cadillac werd de eerste Amerikaanse autobouwer die de Dewar Trophy won. Die prijs was in 1904 in het leven geroepen door Sir Thomas Dewar, lid van het Britse parlement, om de technische vooruitgang van de automobiel te stimuleren. Cadillac won omdat de onderdelen van haar auto's zo precies gemaakt werden dat ze uitwisselbaar waren. Cadillac zou het enige bedrijf worden dat de prijs nogmaals won; de tweede keer was in 1912 vanwege het Delco-systeem dat een geïntegreerde elektrische starter, verlichting en ontsteking inhield.

### General Motors
In 1908 bood William Durant, de stichter van General Motors, 3 miljoen dollar voor Cadillac. Leland vroeg 3,5 miljoen dollar en Durant weigerde. Cadillac werd steeds succesvoller en Durant probeerde het opnieuw. Lelands prijs was intussen gestegen tot 4,125 miljoen dollar en hij verkocht het bedrijf uiteindelijk voor 4,5 miljoen. Durant betaalde hem met het geld dat hij met het succesvolle Buick had verdiend. Leland bleef nog tot 1917 aan het roer maar vertrok toen na een meningsverschil. Even later vormde hij de Lincoln Motor Company, die uiteindelijk overgenomen werd door Ford en één van Cadillacs belangrijkste concurrenten werd.
Durant wilde met zijn uitbreidingsstrategie een concern uitbouwen dat een automerk had in elke autoklasse. Hij wilde klanten een eerste goedkope auto aanbieden en naarmate ze zich opwerkten konden ze in een steeds hogere klasse kopen om zich uiteindelijk een Cadillac aan te schaffen.
Cadillac werd gepositioneerd als de luxedivisie van GM. Het belangrijkste product waren grote luxeauto's. Daarnaast werden ook limousines gebouwd en door derden werden Cadillacs ook omgebouwd tot ambulance of rouwauto. De auto's waren bestemd voor de hogere klasse, maar stonden onder luxewagens van merken als Pierce-Arrow of Duesenberg.
In 1911 was Cadillac de eerste die een elektrisch systeem met geïntegreerde starter, ontsteking en lichten in zijn auto's inbouwde. De elektrische starter en ontsteking waren uitgevonden door Charles Kettering van Dayton Engineering Laboratories, het latere Delco. Met de elektrische starter hoefde men niet langer buiten de auto te zijn om hem handmatig te starten. Cadillac was ook de eerste autobouwer die -vanaf 1915- op grote schaal V8-motoren produceerde en -vanaf 1926- veiligheidsglas gebruikte. In 1928 introduceerde het merk de eerste volledig gesynchroniseerde versnellingsbak.
In 1926 zette Cadillac het eerste servicenet op voor klanten in de VS. In 1927 lanceerde ontwerper Harley Earl LaSalle. Dit zustermerk van Cadillac bleef in productie tot 1940. In 1930 ontwikkelde het merk een V16-motor. Een jaar later werd daar ook een V12 van afgeleid. In aantallen waren de verkopen van die varianten niet hoog, maar ze bepaalden wel mee de goede naam van Cadillac.

### Het bijna-einde
In 1932, tijdens de Grote Depressie, leed Cadillac onder historisch lage verkopen. Daarbij werd het merk ook nog eens beschuldigd van discriminatie ten opzichte van zwarte klanten. Alfred Sloan, directeur van General Motors, stelde een comité in werking dat het eventueel stopzetten van Cadillac moest onderzoeken. Cadillacs directeur, Nicholas Dreystadt, kreeg achttien maanden om de situatie recht te zetten. Tegen 1934 was het merk opnieuw rendabel en bleef dat verder ook, als enige Amerikaanse constructeur, gedurende de Grote Depressie. Tegen 1940 waren de verkopen ten opzichte van 1934 vertienvoudigd en dus bleef Cadillac voortbestaan.
In 1938 bestelde het Witte Huis twee cabriolets bij Cadillac. Ze kregen de naam Queen Mary, naar de grote oceaanstomers van die tijd. Fleetwood ontwierp de auto's voor vervoer van zes tot acht passagiers. Ze werden aangedreven door een 16-cilinder motor. Bovendien waren de auto's uitgerust met treeplanken, waarop zes agenten zich aan speciale handvatten konden vasthouden. De auto's werden gebruikt door de presidenten Roosevelt, Truman en Eisenhower.

### Tweede Wereldoorlog
Op 14 februari 1942 staakte Cadillac de gewone autoproductie om deel te nemen aan de oorlogsproductie voor de Tweede Wereldoorlog. Zeven weken later rolden de eerste tanks van de lopende band.
De fabrieken produceerden lichte M24 Chaffee tanks die aangedreven werden door twee Cadillac-V8-motoren. Het merk kreeg een Army-Navy E award voor de kwaliteit ervan.
Verder ontwierp en produceerde Cadillac vliegtuigmotoren voor de P-51 Mustang, de P-63 Kingcobra en de P-39 Airacobra. De P-38 Lightning zou in de jaren na de oorlog een grote invloed hebben op de stijl van Cadillac.

### Na de oorlog
De oorlog kwam ten einde en op 24 augustus 1945 liep de laatste M-24-tank van de band. Na de oorlog was er een enorme vraag naar auto's en een beperkt aanbod. Cadillac schakelde haastig terug over op gewone auto's waarvan het eerste naoorlogse exemplaar op 7 oktober 1945 gebouwd werd. In 1947 had Cadillac 100.000 bestellingen openstaan, terwijl in 1946 aan slechts 29.214 klanten geleverd was. Rond 1950 pionierde Cadillac met de stijlelementen die de jaren vijftig kenmerkten. In 1948 introduceerde het merk zijn eerste model met staartvinnen, die geïnspireerd waren op de dubbele staart van de P-38 Lightning. Uiteindelijk werd de auto met de meest uitgesproken staartvinnen ooit ook een Cadillac. Een ander stijlattribuut van Cadillac waren de dagmarbumpers. Die begonnen eenvoudigweg als bumperbeschermers in de vorm van een granaathouder en werden later een belangrijk onderdeel van Cadillacs stijl. De naam Dagmar is vernoemd naar de eerste vrouwelijke TV ster van NBC, haar werkelijke naam was Virginia Ruth Egnor.
In 1960 werd Harley Earl opgevolgd door William (Bill) Mitchell als hoofdontwerper. Die had een klassiekere smaak en toomde de uitbundigheid in. In 1964 verdwenen de staartvinnen weer. Ook de dagmarbumpers en het overdadig gebruik van chroom verdwenen. De verticale achterlichtblokken, die als gevolg van de staartvinnen waren ontstaan, bleven nog wel behouden.

### Neergang
De visuele overdaad maakte plaats voor een ander soort overdaad: grote motoren. Zo introduceerde Cadillac in 1968 een 7,7 l V8 die in 1970 vergroot werd tot 8,2 liter. Volgend op de oliecrisis van 1973 werden kleine, zuinige auto's populair en werd de motorcapaciteit verkleind. Niet alleen de motoren maar ook de modellen werden verkleind. Tussen 1979 en 1981 werd ook een 5,7 l V8 dieselmotor aangeboden. Die onbetrouwbare motor werd een ramp voor General Motors.
Cadillac probeerde zijn doelgroep uit te breiden naar minder kapitaalkrachtige kopers en lanceerde in 1981 de compacte Cadillac Cimarron op basis van GM's J-platform. De auto verschilde nauwelijks van de Chevrolet Cavalier en werd geen succes. In 1988 werd het model uit productie genomen. Ook al in 1981 werd de L62 V8-6-4 gelanceerd. Deze 6,0 l motor kon naargelang de omstandigheden een V4, een V6 of een V8 zijn door cilinders uit te schakelen. Hij bleek echter onbetrouwbaar en werd een jaar later vervangen door een 4,1 l V8. Ook dat bleek een onbetrouwbare motor te zijn die het merk veel klanten kostte.
Midden jaren tachtig werden geïmporteerde merken uit Japan en Europa steeds populairder in Noord-Amerika. Honda lanceerde zijn luxedivisie Acura en werd al snel gevolgd door Toyota met de Lexus en Nissans Infiniti. Cadillac wilde daarop zijn blazoen opnieuw oppoetsen. In 1987 werd het geprobeerd met de Cadillac Allanté: een auto ontworpen door Pininfarina, waarvan het koetswerk in Italië werd gemaakt. Ze werden van daaruit per vliegtuig overgebracht naar de VS en daar voorzien van motor en transmissie. Het model kreeg later een imago vergelijkbaar met Mercedes-Benz, maar was gedurende de productieperiode geen succes. De Allanté is wel een uitgangspunt geweest voor latere modellen zoals de Cadillac Seville, die mede naar Europa geëxporteerd werd.
Eind jaren tachtig was de Brougham de enige grote auto in Cadillacs assortiment. Toen General Motors in 1996 het grote D-platform liet vallen werd het model geschrapt en had Cadillac, op de Catera na, enkel voorwielaangedreven modellen. In 1999 werd met de Escalade Cadillacs eerste SUV geïntroduceerd. De Escalade was gebaseerd op de Chevrolet Tahoe en kreeg standaard vierwielaandrijving.

### Nieuw tijdperk
In 1999 werd de Cadillac Evoq geïntroduceerd op de autosalon van Detroit. Deze roadster-conceptauto was een voorproefje van Cadillacs nieuwe stijl die Art and Science werd genoemd. De auto had scherpe lijnen en hoeken en vormde de basis voor de Cadillac XLR. Uiteindelijk zijn alle modellen van Cadillac overgegaan naar deze nieuwe stijl.
In 2005 kondigde General Motors de eerste Cadillac aan die exclusief voor de Europese markt bestemd was. Deze Cadillac BLS werd sinds 2006 gebouwd door de toenmalige Zweedse afdeling Saab. De BLS was een onderdeel van Cadillacs plan om opnieuw tot 's werelds top-luxemerken te gaan behoren. Daartoe wilde het merk de verkopen buiten Noord-Amerika tot 2010 jaarlijks verdubbelen. De doelstelling was om vanaf dat jaar jaarlijks 20.000 auto's te verkopen in Europa, de eerste vijf maanden van 2007 waren er echter nog maar 1314 auto's verkocht. In 2003 verkocht het merk 216.090 auto's in de VS, 6890 in Canada en slechts 3252 elders. In 2004 kwam General Motors met een snellere versie van de alom geprezen Cadillac CTS. De eerste generatie van de Cadillac CTS-V. De Cadillac CTS-V had in 2004-2005 een 5.7 L LS6 V8 motor en in 2006-2007 een 6.0 L LS2 V8-motor. In 2009 werd de tweede generatie van de CTS-V gelanceerd met vanaf toen een motor met een 6.2 L S/C LSA V8 (564 pk).

### Na 2011
In augustus 2011 werd duidelijk dat Cadillac een nieuwe weg was ingeslagen. Diverse oudere modellen, waaronder de DTS en STS, maakten plaats voor nieuwe. Het gaat hier om de XTS (2012), ELR (2013) en ATS (2012). De Cadillac XTS is de officiële vervanger van de DTS en STS, en is bedoeld als luxueuze auto. Het type ELR, ook wel Converj genoemd, was een elektrisch aangedreven auto die in 2013 werd geïntroduceerd maar inmiddels weer van het toneel is verdwenen. Het ATS model is een compact model dat is uitgekomen in 2012 en vanaf 2019 alleen nog als coupé te leveren is. Alle drie de modellen moeten einde 2019 vervangen zijn.
Vanaf 2018 is de focus komen te liggen op SUV's en cross-overs. Tevens zal er de komende jaren geïnvesteerd gaan worden in elektrische auto's.
Sinds 2013 stijgen de verkopen van Cadillac, met name de SUV's.

### Super Cruise
Super Cruise debuteerde in 2017 en werd meteen vergeleken met Tesla's Autopilot. Super Cruise maakt gebruik van camera's, radar en uiterst nauwkeurige GPS in combinatie met een bestuurdersbewakingssysteem voor veiliger rijden. Wanneer de stuurautomaat is ingeschakeld, kan de bestuurder zijn voeten van de pedalen halen en zijn handen van het stuur, en rijdt de auto onbemand. De ogen van de bestuurder moeten echter op de weg zijn gericht.
In 2020 kwam Super Cruise uit in een nieuwe, meer geavanceerde versie met een automatische rijstrookwisselmodus. De bestuurder schakelt de linker of rechter richtingaanwijzer in en de elektronica begint te bepalen of er voldoende manoeuvreerruimte is. Zodra ze vrije ruimte ziet, verandert de auto zelf van rijstrook. Om de functie te implementeren, was het nodig om niet alleen de software te verbeteren, maar ook de externe sensoren.

### Moderne modellen
- ATS (2012-2019), Verenigde Staten, China, Europa, Midden-Oosten, middenklasse, middelgroot, vanaf 2018 alleen coupé
- CTS (2002-2019), Verenigde Staten, China, Europa, Midden-Oosten, hogere middenklasse, middelgroot, ook als stationwagen, V-serie en coupé
- DTS (2005-2011), Verenigde Staten, topklasse, groot
- XTS (2012-2019), Verenigde Staten, China, Europa, Midden-Oosten, topklasse, groot
- STS (2005-2011), Verenigde Staten, China, Europa, Midden-Oosten, hogere middenklasse, middelgroot
- SRX (2004-2016), Verenigde Staten, China, Europa, Midden-Oosten, cross-over, middelgroot

### Huidige modellen
- CT4 (2019-heden), Verenigde Staten, China, Europa, Midden-Oosten, middenklasse, middelgroot
- CT5 (2019-heden), Verenigde Staten, China, Europa, Midden-Oosten, hogere middenklasse, middelgroot
- CT6 (2016-heden), Verenigde Staten, China, Europa, Midden-Oosten, topklasse, groot, ook als V-serie
- XT4 (2019-heden), Verenigde Staten, China, Europa, Midden-Oosten, cross-over, compact
- XT5 (2016-heden), Verenigde Staten, China, Europa, Midden-Oosten, cross-over, middelgroot
- XT6 (2019-heden), Verenigde Staten, China, Europa, Midden-Oosten, terreinwagen, middelgroot
- Escalade (2002-heden), Verenigde Staten, China, Europa, Midden-Oosten, terreinwagen, groot, was ook als sportieve pick-up

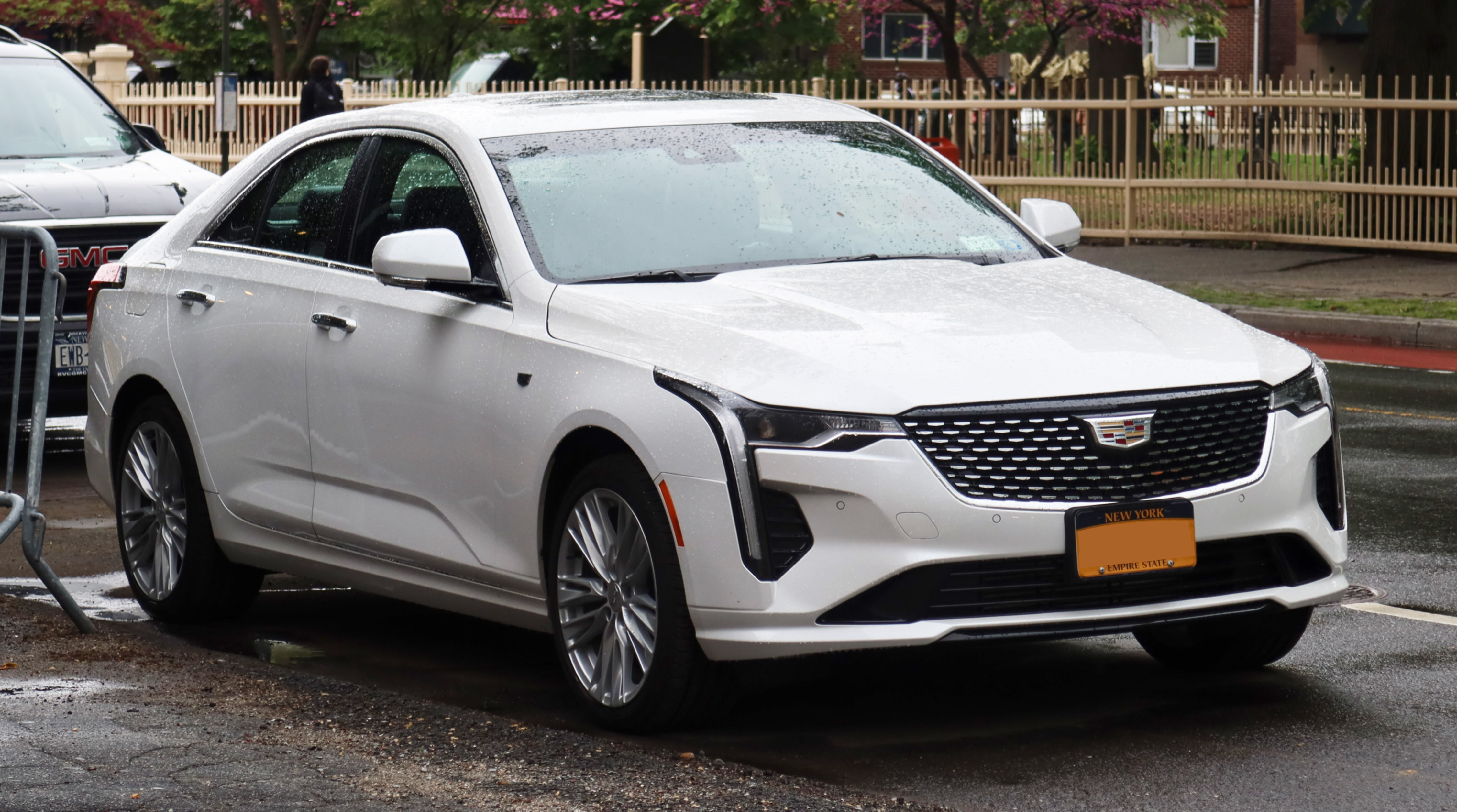
Cadillac CT4
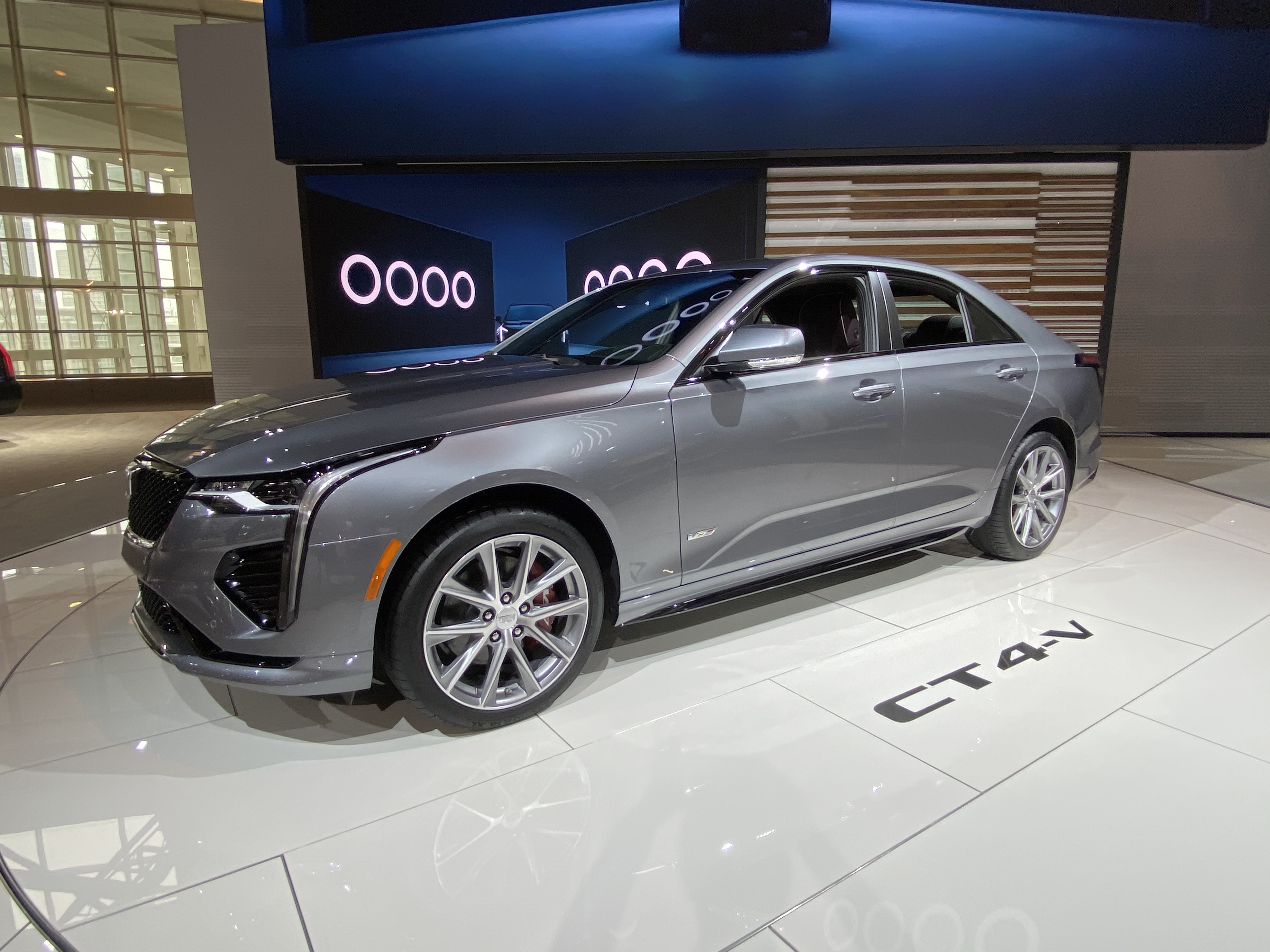
Cadillac CT4-V
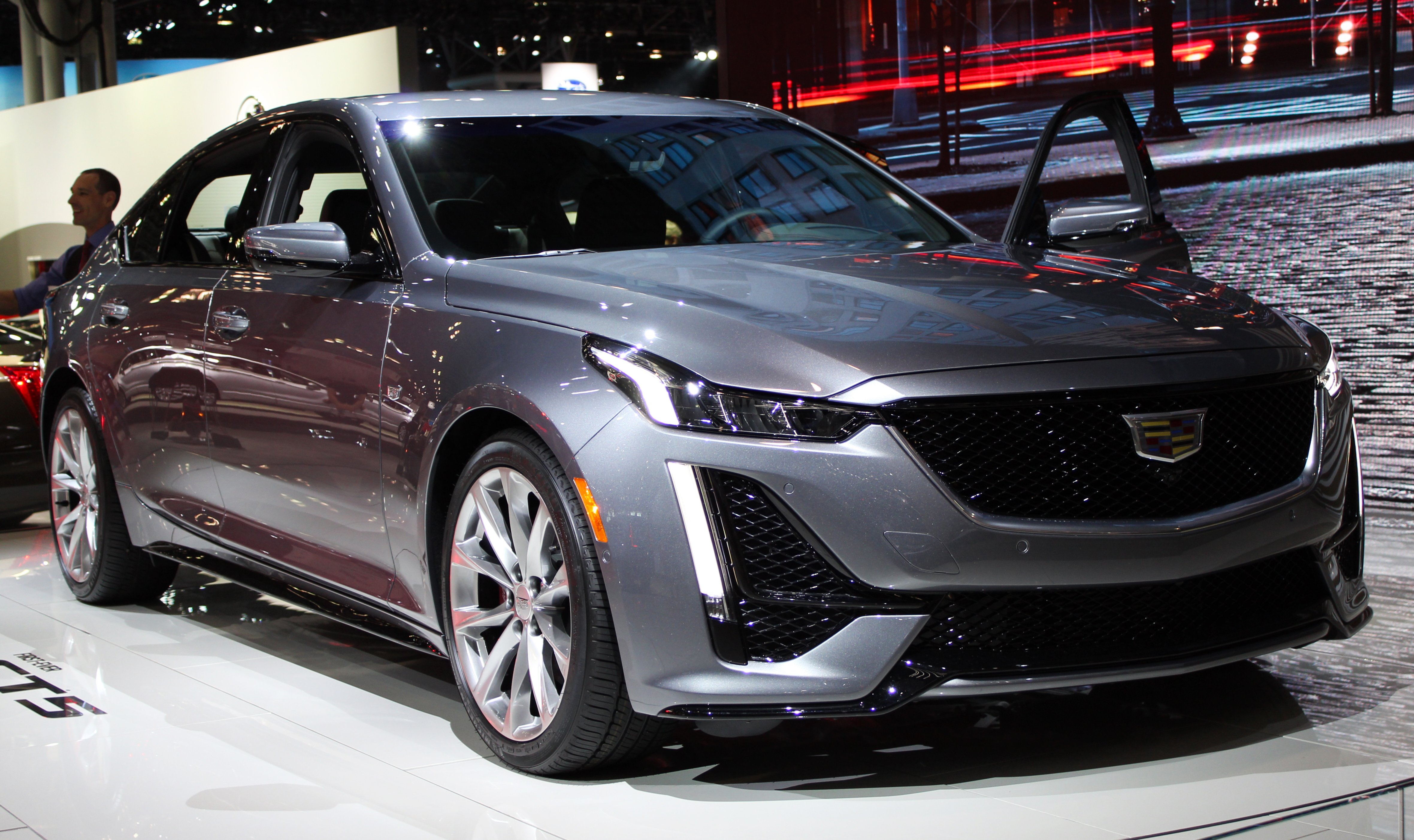
Cadillac CT5
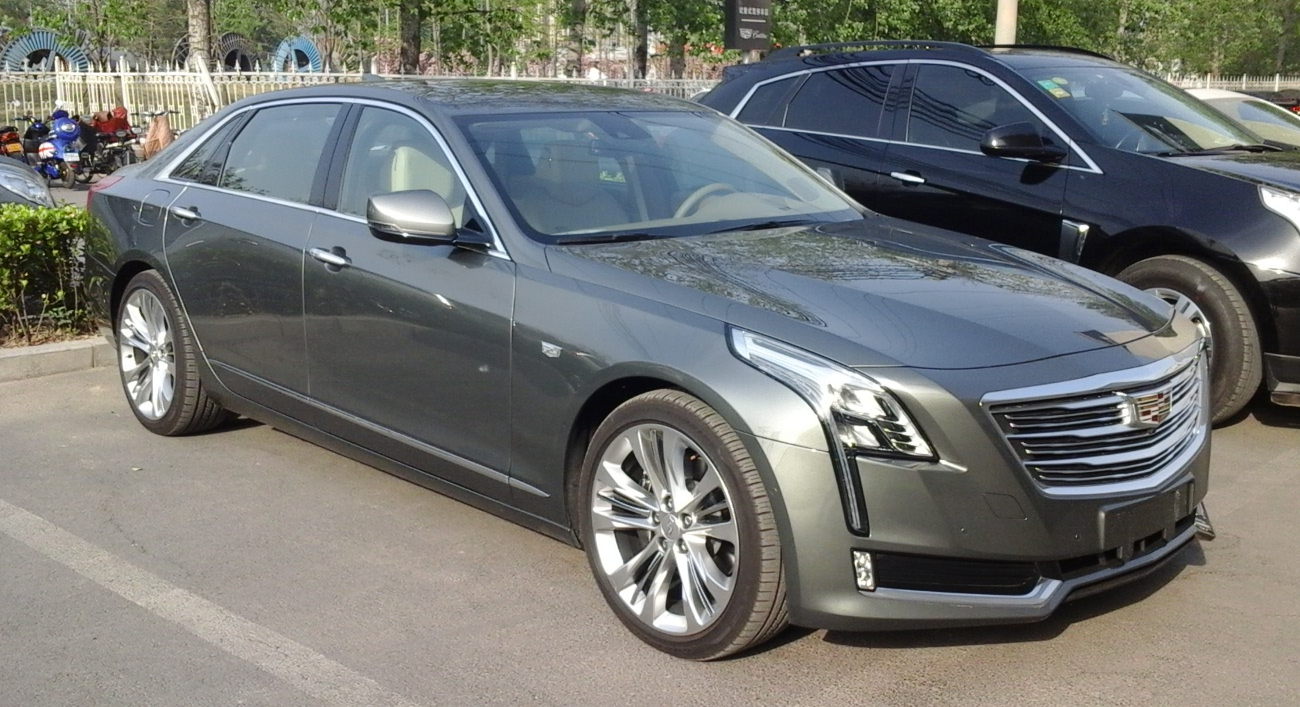
Cadillac CT6
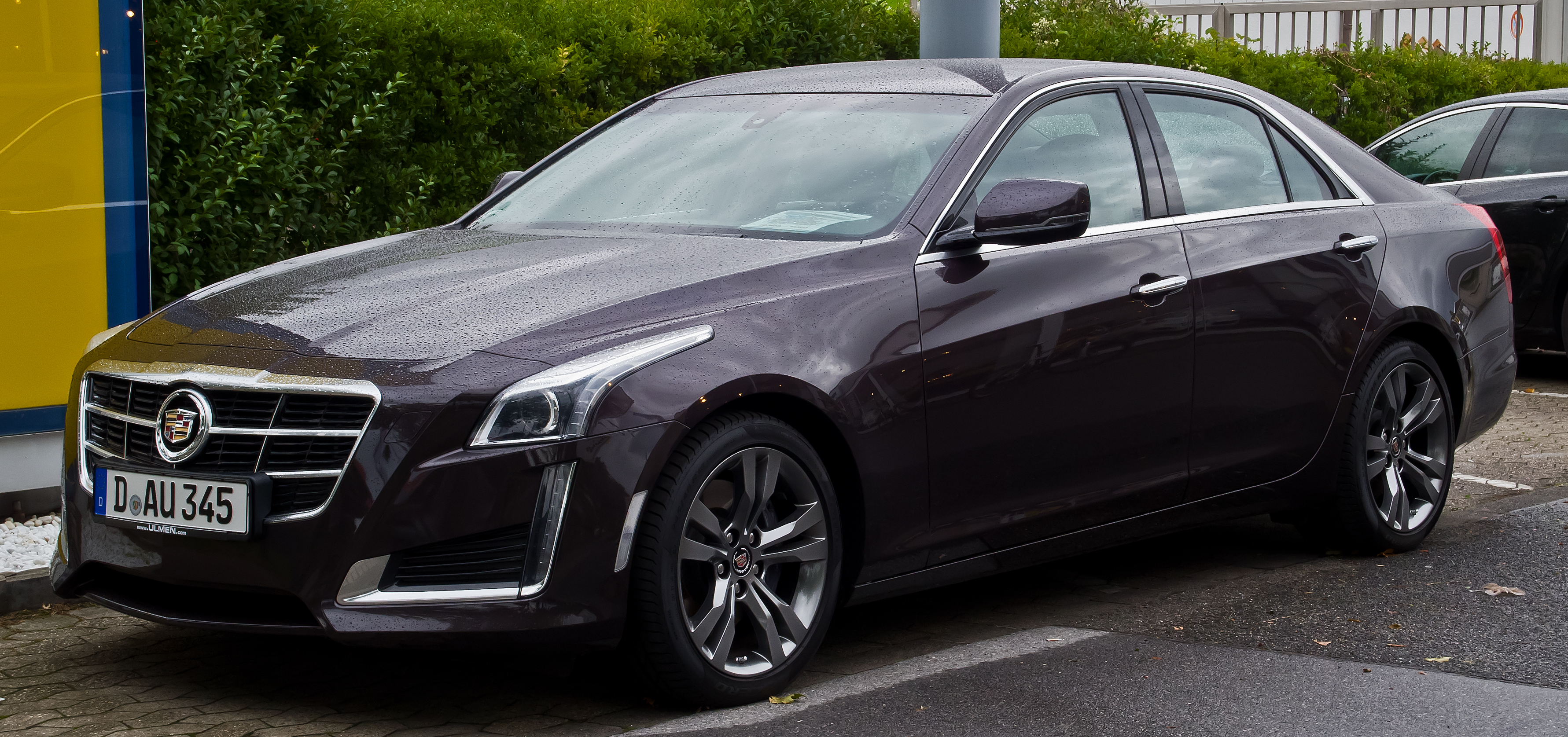
Cadillac CTS
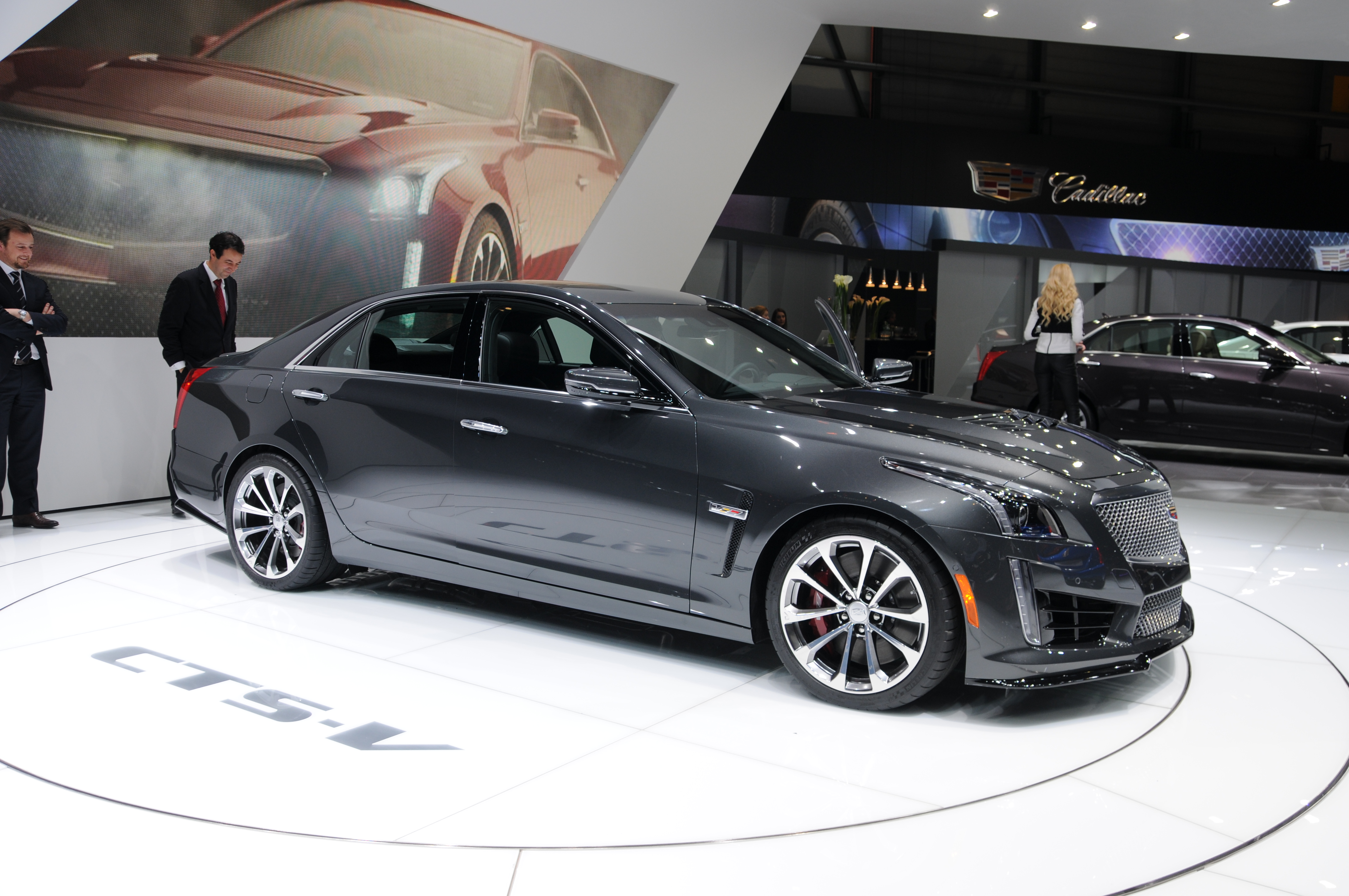
Cadillac CTS-V
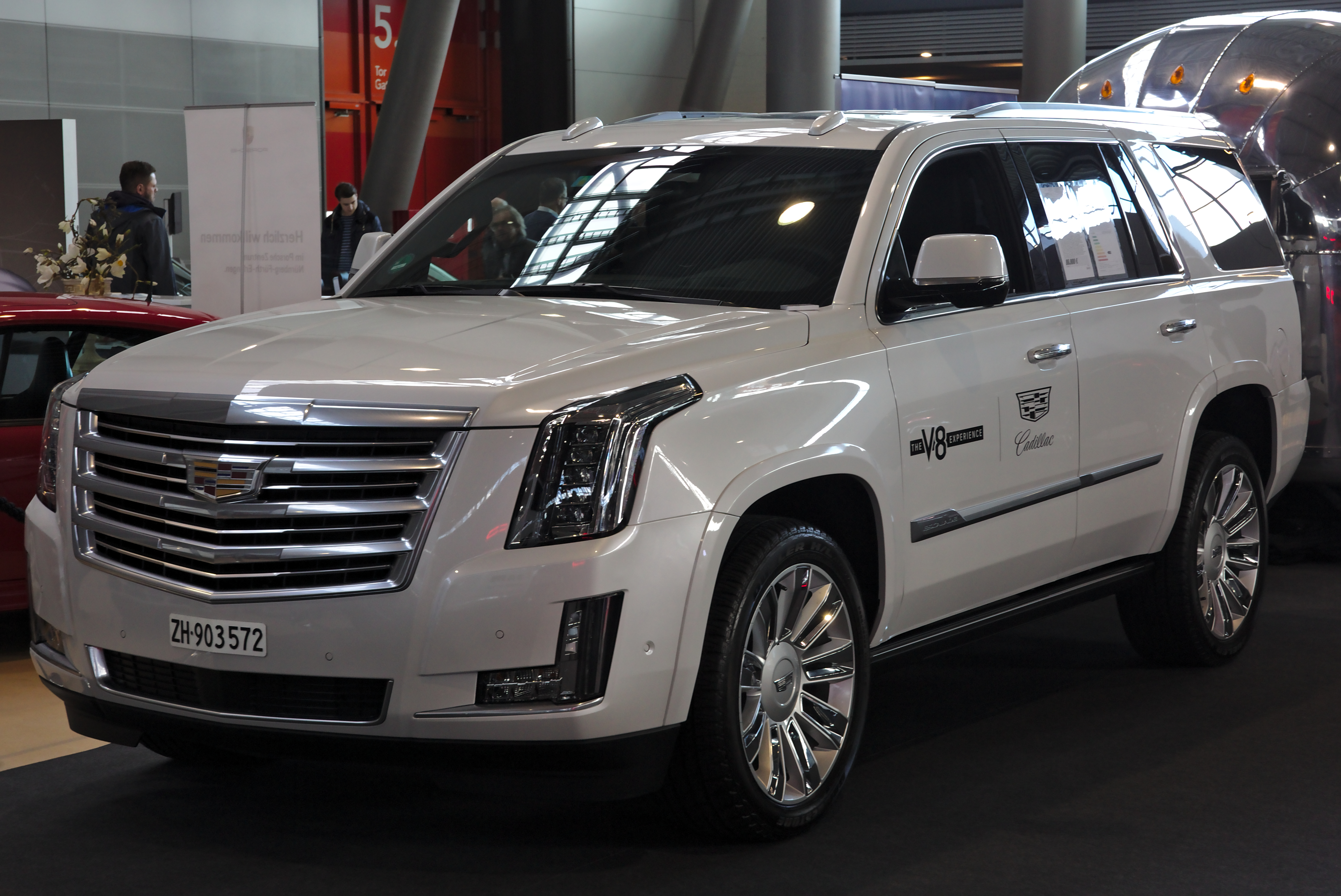
Cadillac Escalade
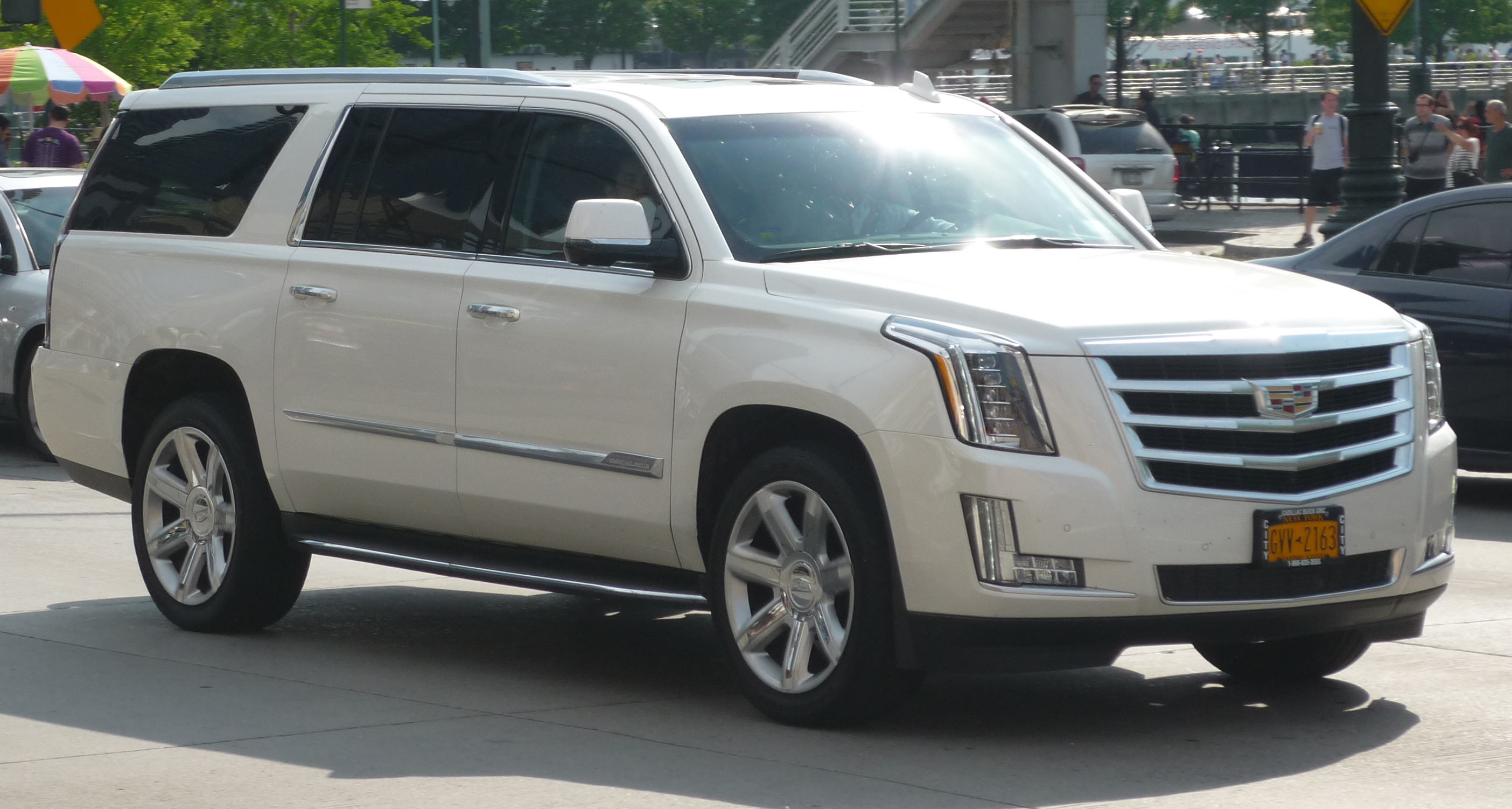
Cadillac Escalade ESV
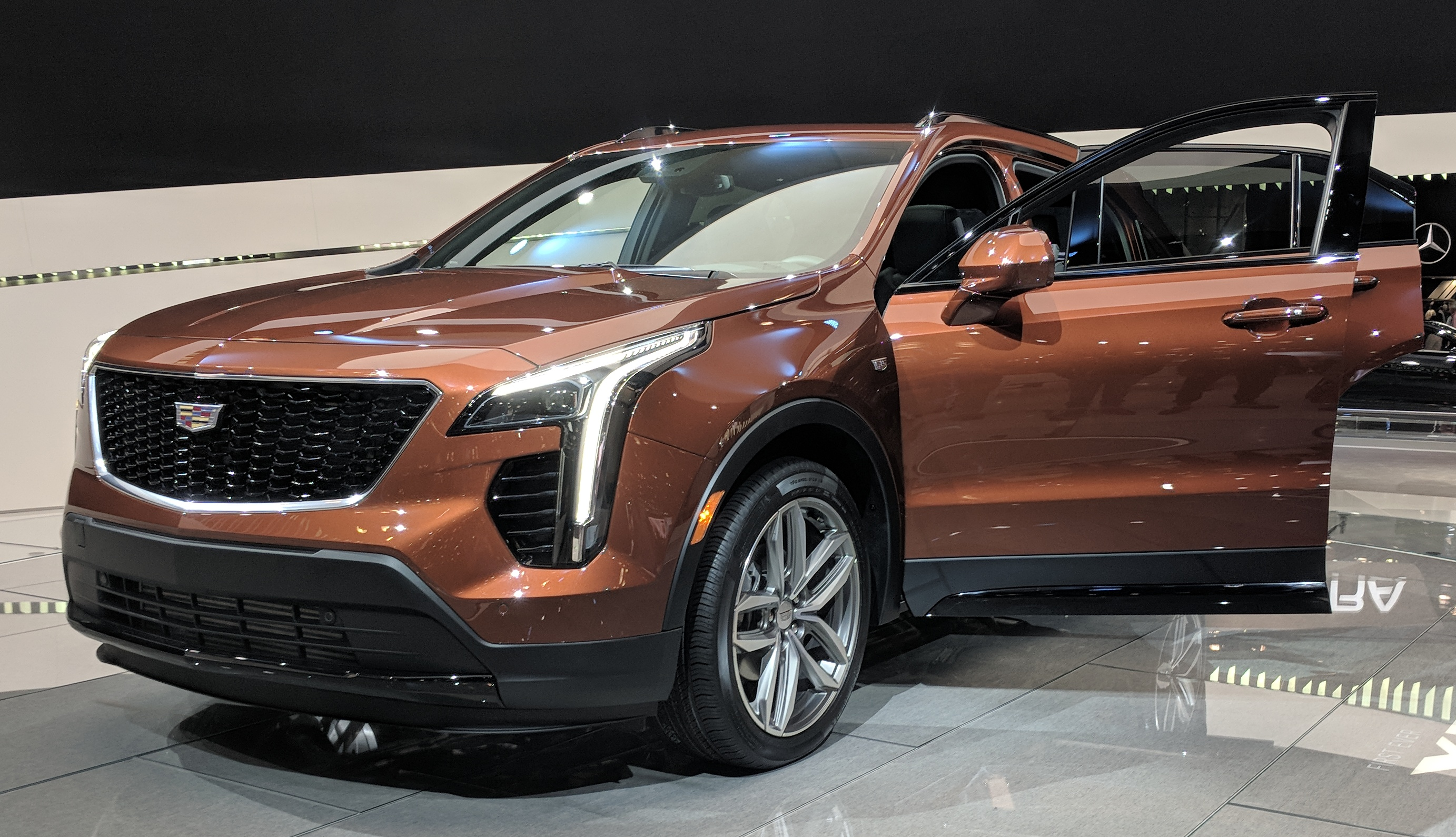
Cadillac XT4
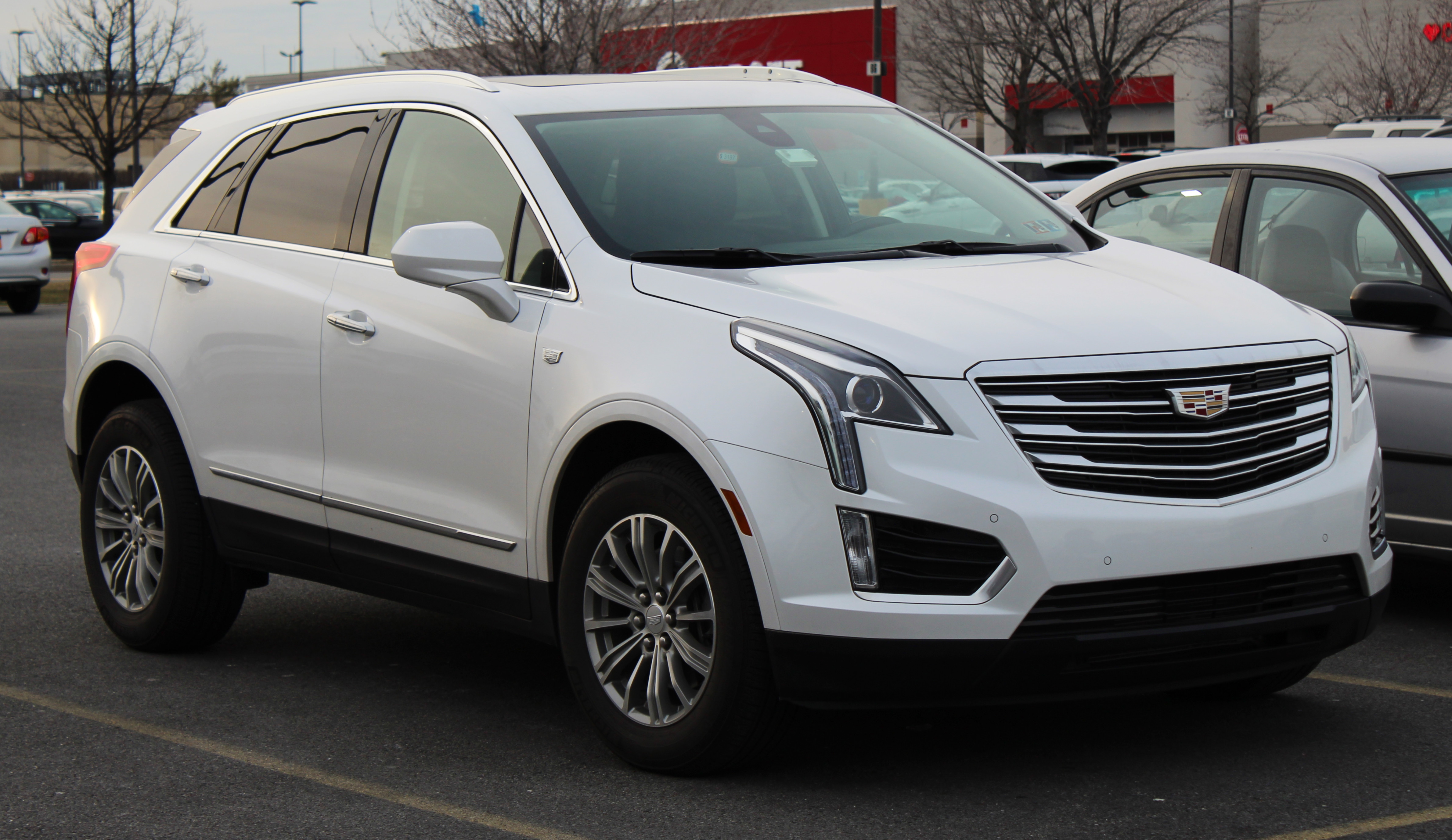
Cadillac XT5
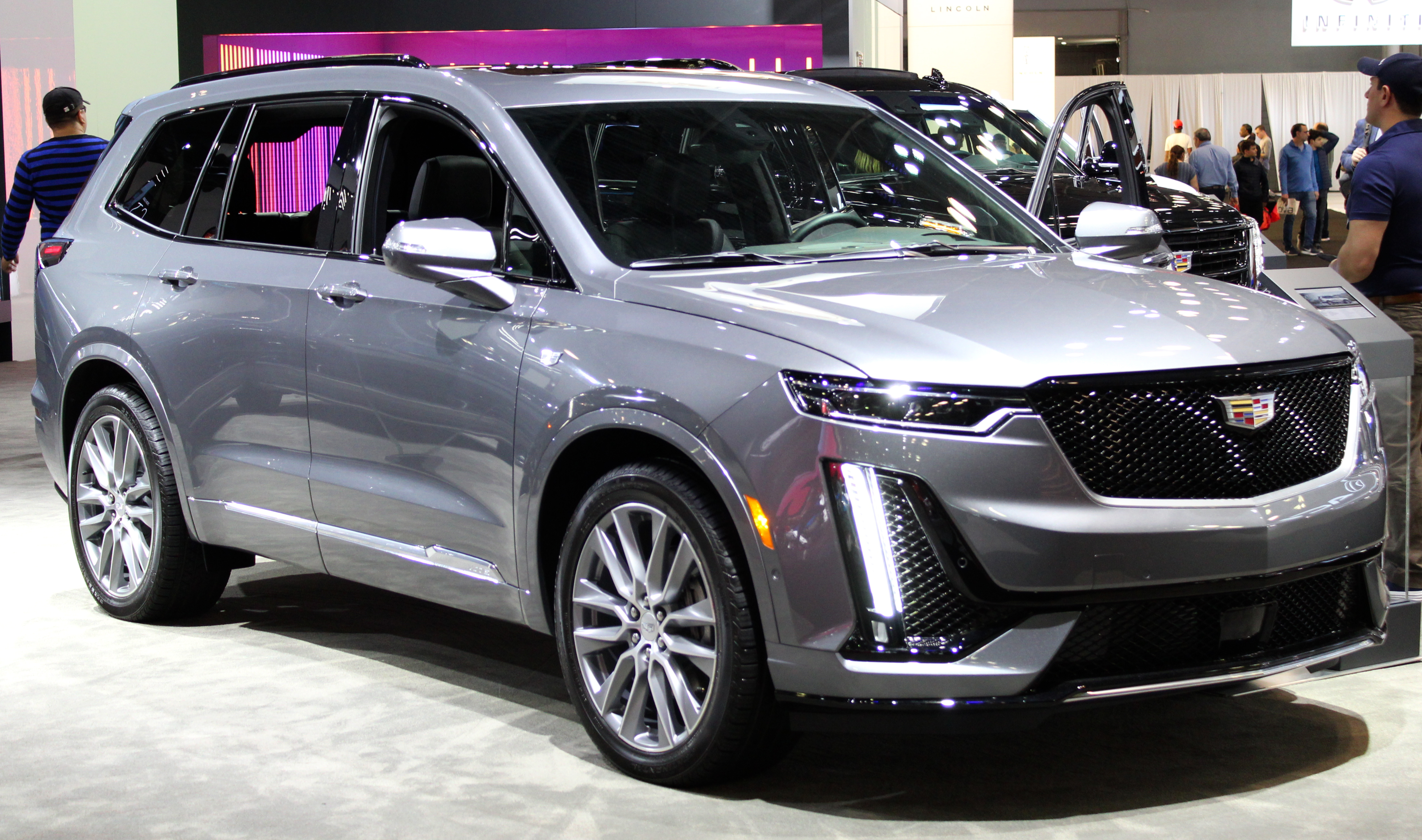
Cadillac XT6
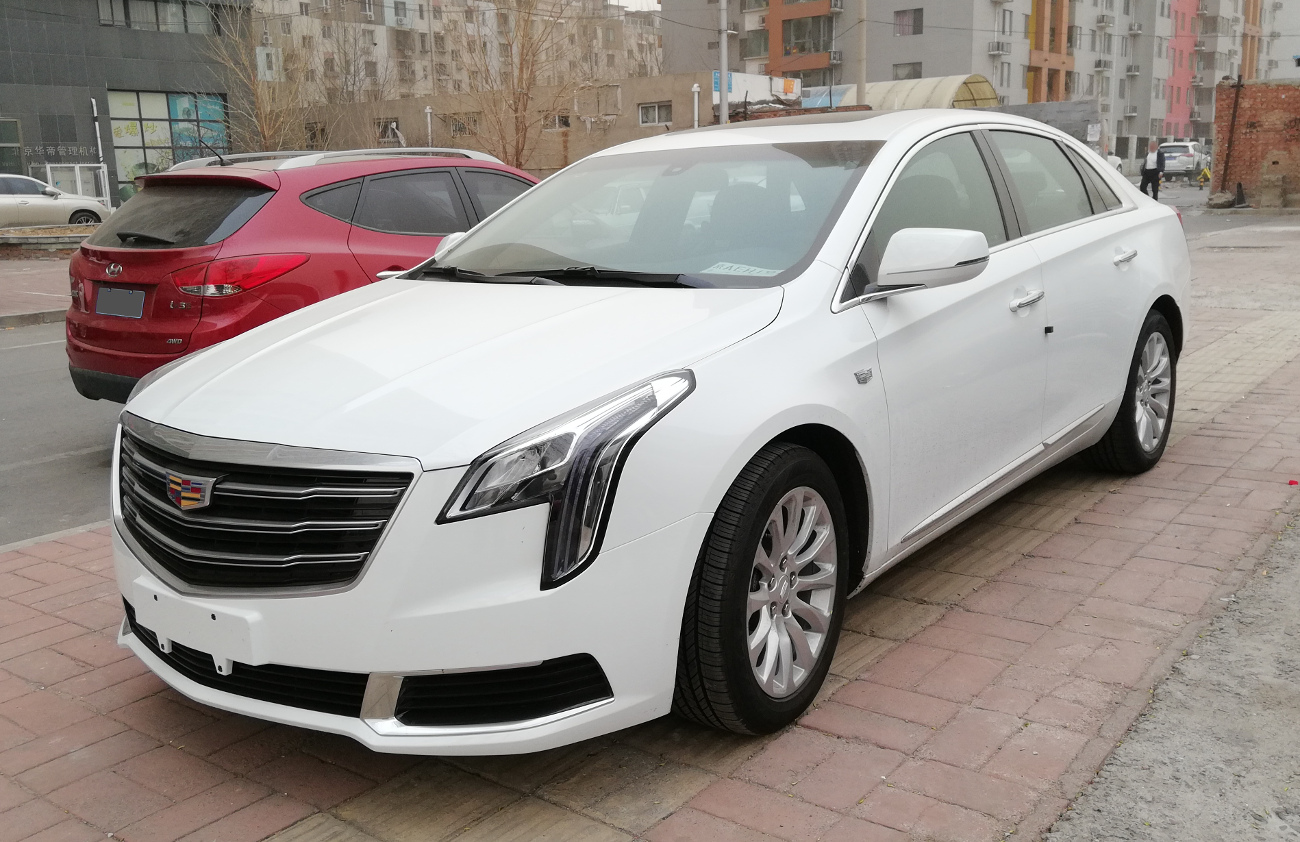
Cadillac XTS

### Tijdlijn
| « vorig — Cadillac-modellen van 1980 tot heden | « vorig — Cadillac-modellen van 1980 tot heden | « vorig — Cadillac-modellen van 1980 tot heden | « vorig — Cadillac-modellen van 1980 tot heden | « vorig — Cadillac-modellen van 1980 tot heden | « vorig — Cadillac-modellen van 1980 tot heden | « vorig — Cadillac-modellen van 1980 tot heden | « vorig — Cadillac-modellen van 1980 tot heden | « vorig — Cadillac-modellen van 1980 tot heden | « vorig — Cadillac-modellen van 1980 tot heden | « vorig — Cadillac-modellen van 1980 tot heden | « vorig — Cadillac-modellen van 1980 tot heden | « vorig — Cadillac-modellen van 1980 tot heden | « vorig — Cadillac-modellen van 1980 tot heden | « vorig — Cadillac-modellen van 1980 tot heden | « vorig — Cadillac-modellen van 1980 tot heden | « vorig — Cadillac-modellen van 1980 tot heden | « vorig — Cadillac-modellen van 1980 tot heden | « vorig — Cadillac-modellen van 1980 tot heden | « vorig — Cadillac-modellen van 1980 tot heden | « vorig — Cadillac-modellen van 1980 tot heden | « vorig — Cadillac-modellen van 1980 tot heden | « vorig — Cadillac-modellen van 1980 tot heden | « vorig — Cadillac-modellen van 1980 tot heden | « vorig — Cadillac-modellen van 1980 tot heden | « vorig — Cadillac-modellen van 1980 tot heden | « vorig — Cadillac-modellen van 1980 tot heden | « vorig — Cadillac-modellen van 1980 tot heden | « vorig — Cadillac-modellen van 1980 tot heden | « vorig — Cadillac-modellen van 1980 tot heden | « vorig — Cadillac-modellen van 1980 tot heden | « vorig — Cadillac-modellen van 1980 tot heden | « vorig — Cadillac-modellen van 1980 tot heden | « vorig — Cadillac-modellen van 1980 tot heden | « vorig — Cadillac-modellen van 1980 tot heden | « vorig — Cadillac-modellen van 1980 tot heden | « vorig — Cadillac-modellen van 1980 tot heden | « vorig — Cadillac-modellen van 1980 tot heden | « vorig — Cadillac-modellen van 1980 tot heden | « vorig — Cadillac-modellen van 1980 tot heden | « vorig — Cadillac-modellen van 1980 tot heden | « vorig — Cadillac-modellen van 1980 tot heden | « vorig — Cadillac-modellen van 1980 tot heden | « vorig — Cadillac-modellen van 1980 tot heden | « vorig — Cadillac-modellen van 1980 tot heden | « vorig — Cadillac-modellen van 1980 tot heden |
| ---------------------------------------------- | ---------------------------------------------- | ---------------------------------------------- | ---------------------------------------------- | ---------------------------------------------- | ---------------------------------------------- | ---------------------------------------------- | ---------------------------------------------- | ---------------------------------------------- | ---------------------------------------------- | ---------------------------------------------- | ---------------------------------------------- | ---------------------------------------------- | ---------------------------------------------- | ---------------------------------------------- | ---------------------------------------------- | ---------------------------------------------- | ---------------------------------------------- | ---------------------------------------------- | ---------------------------------------------- | ---------------------------------------------- | ---------------------------------------------- | ---------------------------------------------- | ---------------------------------------------- | ---------------------------------------------- | ---------------------------------------------- | ---------------------------------------------- | ---------------------------------------------- | ---------------------------------------------- | ---------------------------------------------- | ---------------------------------------------- | ---------------------------------------------- | ---------------------------------------------- | ---------------------------------------------- | ---------------------------------------------- | ---------------------------------------------- | ---------------------------------------------- | ---------------------------------------------- | ---------------------------------------------- | ---------------------------------------------- | ---------------------------------------------- | ---------------------------------------------- | ---------------------------------------------- | ---------------------------------------------- | ---------------------------------------------- | ---------------------------------------------- |
| Type                                           | 1980                                           | 1980                                           | 1980                                           | 1980                                           | 1980                                           | 1980                                           | 1980                                           | 1980                                           | 1980                                           | 1980                                           | 1990                                           | 1990                                           | 1990                                           | 1990                                           | 1990                                           | 1990                                           | 1990                                           | 1990                                           | 1990                                           | 1990                                           | 2000                                           | 2000                                           | 2000                                           | 2000                                           | 2000                                           | 2000                                           | 2000                                           | 2000                                           | 2000                                           | 2000                                           | 2010                                           | 2010                                           | 2010                                           | 2010                                           | 2010                                           | 2010                                           | 2010                                           | 2010                                           | 2010                                           | 2010                                           | 2020                                           | 2020                                           | 2020                                           | 2020                                           | 2020                                           |
| Type                                           | 0                                              | 1                                              | 2                                              | 3                                              | 4                                              | 5                                              | 6                                              | 7                                              | 8                                              | 9                                              | 0                                              | 1                                              | 2                                              | 3                                              | 4                                              | 5                                              | 6                                              | 7                                              | 8                                              | 9                                              | 0                                              | 1                                              | 2                                              | 3                                              | 4                                              | 5                                              | 6                                              | 7                                              | 8                                              | 9                                              | 0                                              | 1                                              | 2                                              | 3                                              | 4                                              | 5                                              | 6                                              | 7                                              | 8                                              | 9                                              | 0                                              | 1                                              | 2                                              | 3                                              | 4                                              |
| Middenklasse                                   |                                                |                                                | Cimarron                                       | Cimarron                                       | Cimarron                                       | Cimarron                                       | Cimarron                                       | Cimarron                                       | Cimarron                                       |                                                |                                                |                                                |                                                |                                                |                                                |                                                |                                                |                                                |                                                |                                                |                                                |                                                |                                                |                                                |                                                |                                                | BLS                                            | BLS                                            | BLS                                            | BLS                                            |                                                |                                                | ATS                                            | ATS                                            | ATS                                            | ATS                                            | ATS                                            | ATS                                            | ATS                                            | ATS                                            | CT4                                            | CT4                                            | CT4                                            | CT4                                            | CT4                                            |
| Middenklasse                                   |                                                |                                                |                                                |                                                |                                                |                                                |                                                |                                                |                                                |                                                |                                                |                                                |                                                |                                                |                                                |                                                |                                                |                                                |                                                |                                                |                                                |                                                |                                                |                                                |                                                |                                                |                                                |                                                |                                                |                                                |                                                |                                                |                                                | ELR                                            |                                                |                                                |                                                |                                                |                                                |                                                |                                                |                                                |                                                |                                                |                                                |
| Hogere middenklasse                            |                                                |                                                |                                                |                                                |                                                |                                                |                                                |                                                |                                                |                                                |                                                |                                                |                                                |                                                |                                                |                                                |                                                | Catera                                         | Catera                                         | Catera                                         | Catera                                         | Catera                                         |                                                | CTS                                            | CTS                                            | CTS                                            | CTS                                            | CTS                                            | CTS                                            | CTS                                            | CTS                                            | CTS                                            | CTS                                            | CTS                                            | CTS                                            | CTS                                            | CTS                                            | CTS                                            | CTS                                            | CTS                                            | CT5                                            | CT5                                            | CT5                                            | CT5                                            | CT5                                            |
| Hogere middenklasse                            | Seville                                        | Seville                                        | Seville                                        | Seville                                        | Seville                                        | Seville                                        | Seville                                        | Seville                                        | Seville                                        | Seville                                        | Seville                                        | Seville                                        | Seville                                        | Seville                                        | Seville                                        | Seville                                        | Seville                                        | Seville                                        | Seville                                        | Seville                                        | Seville                                        | Seville                                        | Seville                                        | Seville                                        | Seville                                        | STS                                            | STS                                            | STS                                            | STS                                            | STS                                            | STS                                            | STS                                            |                                                |                                                |                                                |                                                |                                                |                                                |                                                |                                                |                                                |                                                |                                                |                                                |                                                |
| Topklasse                                      | de Ville                                       | de Ville                                       | de Ville                                       | de Ville                                       | de Ville                                       | de Ville                                       | de Ville                                       | de Ville                                       | de Ville                                       | de Ville                                       | de Ville                                       | de Ville                                       | de Ville                                       | de Ville                                       | DeVille                                        | DeVille                                        | DeVille                                        | DeVille                                        | DeVille                                        | DeVille                                        | DeVille                                        | DeVille                                        | DeVille                                        | DeVille                                        | DeVille                                        | DeVille                                        | DTS                                            | DTS                                            | DTS                                            | DTS                                            | DTS                                            | DTS                                            | XTS                                            | XTS                                            | XTS                                            | XTS                                            | XTS                                            | XTS                                            | XTS                                            | XTS                                            |                                                |                                                |                                                |                                                |                                                |
| Topklasse                                      |                                                |                                                |                                                |                                                |                                                | Fleetwood                                      | Fleetwood                                      | Fleetwood                                      | Fleetwood                                      | Fleetwood                                      | Fleetwood                                      | Fleetwood                                      | Fleetwood                                      |                                                |                                                |                                                |                                                |                                                |                                                |                                                |                                                |                                                |                                                |                                                |                                                |                                                |                                                |                                                |                                                |                                                |                                                |                                                |                                                |                                                |                                                |                                                | CT6                                            | CT6                                            | CT6                                            | CT6                                            | CT6                                            |                                                |                                                |                                                |                                                |
| Topklasse                                      |                                                |                                                |                                                |                                                |                                                |                                                | Sixty Special                                  |                                                |                                                |                                                |                                                |                                                |                                                |                                                |                                                |                                                |                                                |                                                |                                                |                                                |                                                |                                                |                                                |                                                |                                                |                                                |                                                |                                                |                                                |                                                |                                                |                                                |                                                |                                                |                                                |                                                |                                                |                                                |                                                |                                                |                                                |                                                |                                                |                                                |                                                |
| Topklasse                                      | Fleetwood Brougham                             | Fleetwood Brougham                             | Fleetwood Brougham                             | Fleetwood Brougham                             | Fleetwood Brougham                             | Fleetwood Brougham                             | Fleetwood Brougham                             | Brougham                                       | Brougham                                       | Brougham                                       | Brougham                                       | Brougham                                       | Brougham                                       | Fleetwood                                      | Fleetwood                                      | Fleetwood                                      | Fleetwood                                      |                                                |                                                |                                                |                                                |                                                |                                                |                                                |                                                |                                                |                                                |                                                |                                                |                                                |                                                |                                                |                                                |                                                |                                                |                                                |                                                |                                                |                                                |                                                |                                                |                                                |                                                |                                                |                                                |
| Limousine                                      | Fleetwood Limousine                            | Fleetwood Limousine                            | Fleetwood Limousine                            | Fleetwood Limousine                            | Fleetwood Limousine                            | Series 75                                      | Series 75                                      | Series 75                                      |                                                |                                                |                                                |                                                |                                                |                                                |                                                |                                                |                                                |                                                |                                                |                                                |                                                |                                                |                                                |                                                |                                                |                                                |                                                |                                                |                                                |                                                |                                                |                                                |                                                |                                                |                                                |                                                |                                                |                                                |                                                |                                                |                                                |                                                |                                                |                                                |                                                |
| Personal luxury                                | Eldorado                                       | Eldorado                                       | Eldorado                                       | Eldorado                                       | Eldorado                                       | Eldorado                                       | Eldorado                                       | Eldorado                                       | Eldorado                                       | Eldorado                                       | Eldorado                                       | Eldorado                                       | Eldorado                                       | Eldorado                                       | Eldorado                                       | Eldorado                                       | Eldorado                                       | Eldorado                                       | Eldorado                                       | Eldorado                                       | Eldorado                                       | Eldorado                                       | Eldorado                                       |                                                |                                                |                                                |                                                |                                                |                                                |                                                |                                                |                                                |                                                |                                                |                                                |                                                |                                                |                                                |                                                |                                                |                                                |                                                |                                                |                                                |                                                |
| Roadster                                       |                                                |                                                |                                                |                                                |                                                |                                                |                                                | Allanté                                        | Allanté                                        | Allanté                                        | Allanté                                        | Allanté                                        | Allanté                                        | Allanté                                        |                                                |                                                |                                                |                                                |                                                |                                                |                                                |                                                |                                                |                                                | XLR                                            | XLR                                            | XLR                                            | XLR                                            | XLR                                            | XLR                                            |                                                |                                                |                                                |                                                |                                                |                                                |                                                |                                                |                                                |                                                |                                                |                                                |                                                |                                                |                                                |
| Compacte CUV                                   |                                                |                                                |                                                |                                                |                                                |                                                |                                                |                                                |                                                |                                                |                                                |                                                |                                                |                                                |                                                |                                                |                                                |                                                |                                                |                                                |                                                |                                                |                                                |                                                |                                                |                                                |                                                |                                                |                                                |                                                |                                                |                                                |                                                |                                                |                                                |                                                |                                                |                                                |                                                | XT4                                            | XT4                                            | XT4                                            | XT4                                            | XT4                                            | XT4                                            |
| Compacte CUV                                   |                                                |                                                |                                                |                                                |                                                |                                                |                                                |                                                |                                                |                                                |                                                |                                                |                                                |                                                |                                                |                                                |                                                |                                                |                                                |                                                |                                                |                                                |                                                |                                                |                                                |                                                |                                                |                                                |                                                |                                                | SRX                                            | SRX                                            | SRX                                            | SRX                                            | SRX                                            | SRX                                            | SRX                                            | XT5                                            | XT5                                            | XT5                                            | XT5                                            | XT5                                            | XT5                                            | XT5                                            | XT5                                            |
| Compacte CUV                                   |                                                |                                                |                                                |                                                |                                                |                                                |                                                |                                                |                                                |                                                |                                                |                                                |                                                |                                                |                                                |                                                |                                                |                                                |                                                |                                                |                                                |                                                |                                                |                                                |                                                |                                                |                                                |                                                |                                                |                                                |                                                |                                                |                                                |                                                |                                                |                                                |                                                |                                                |                                                |                                                |                                                |                                                |                                                | Optiq                                          |                                                |
| Middelgrote CUV                                |                                                |                                                |                                                |                                                |                                                |                                                |                                                |                                                |                                                |                                                |                                                |                                                |                                                |                                                |                                                |                                                |                                                |                                                |                                                |                                                |                                                |                                                |                                                |                                                | SRX                                            | SRX                                            | SRX                                            | SRX                                            | SRX                                            | SRX                                            |                                                |                                                |                                                |                                                |                                                |                                                |                                                |                                                |                                                |                                                |                                                |                                                |                                                | Lyriq                                          | Lyriq                                          |
| Middelgrote CUV                                |                                                |                                                |                                                |                                                |                                                |                                                |                                                |                                                |                                                |                                                |                                                |                                                |                                                |                                                |                                                |                                                |                                                |                                                |                                                |                                                |                                                |                                                |                                                |                                                |                                                |                                                |                                                |                                                |                                                |                                                |                                                |                                                |                                                |                                                |                                                |                                                |                                                |                                                |                                                | XT6                                            |                                                |                                                |                                                |                                                |                                                |
| SUV                                            |                                                |                                                |                                                |                                                |                                                |                                                |                                                |                                                |                                                |                                                |                                                |                                                |                                                |                                                |                                                |                                                |                                                |                                                |                                                | Escalade                                       | Escalade                                       |                                                | Escalade                                       | Escalade                                       | Escalade                                       | Escalade                                       | Escalade                                       | Escalade                                       | Escalade                                       | Escalade                                       | Escalade                                       | Escalade                                       | Escalade                                       | Escalade                                       | Escalade                                       | Escalade                                       | Escalade                                       | Escalade                                       | Escalade                                       | Escalade                                       | Escalade                                       | Escalade                                       | Escalade                                       | Escalade                                       | Escalade                                       |
| Pick-up                                        |                                                |                                                |                                                |                                                |                                                |                                                |                                                |                                                |                                                |                                                |                                                |                                                |                                                |                                                |                                                |                                                |                                                |                                                |                                                |                                                |                                                |                                                | Escalade EXT                                   | Escalade EXT                                   | Escalade EXT                                   | Escalade EXT                                   | Escalade EXT                                   | Escalade EXT                                   | Escalade EXT                                   | Escalade EXT                                   | Escalade EXT                                   | Escalade EXT                                   | Escalade EXT                                   | Escalade EXT                                   |                                                |                                                |                                                |                                                |                                                |                                                |                                                |                                                |                                                |                                                |                                                |
| Eigenaar                                       | General Motors                                 | General Motors                                 | General Motors                                 | General Motors                                 | General Motors                                 | General Motors                                 | General Motors                                 | General Motors                                 | General Motors                                 | General Motors                                 | General Motors                                 | General Motors                                 | General Motors                                 | General Motors                                 | General Motors                                 | General Motors                                 | General Motors                                 | General Motors                                 | General Motors                                 | General Motors                                 | General Motors                                 | General Motors                                 | General Motors                                 | General Motors                                 | General Motors                                 | General Motors                                 | General Motors                                 | General Motors                                 | General Motors                                 | General Motors                                 | General Motors                                 | General Motors                                 | General Motors                                 | General Motors                                 | General Motors                                 | General Motors                                 | General Motors                                 | General Motors                                 | General Motors                                 | General Motors                                 | General Motors                                 | General Motors                                 | General Motors                                 | General Motors                                 | General Motors                                 |

## Verkopen
Onderstaand zijn Cadillacs verkoopcijfers voor de Amerikaanse markt in de afgelopen jaren:
- 1996 - 170.379
- 1997 - 182.624
- 1998 - 187.343
- 1999 - 178.507
- 2000 - 189.154
- 2001 - 172.083
- 2002 - 199.748
- 2003 - 216.090
- 2004 - 234.217
- 2005 - 235.002
- 2006 - 227.014
- 2007 - 214.726

## Reclame

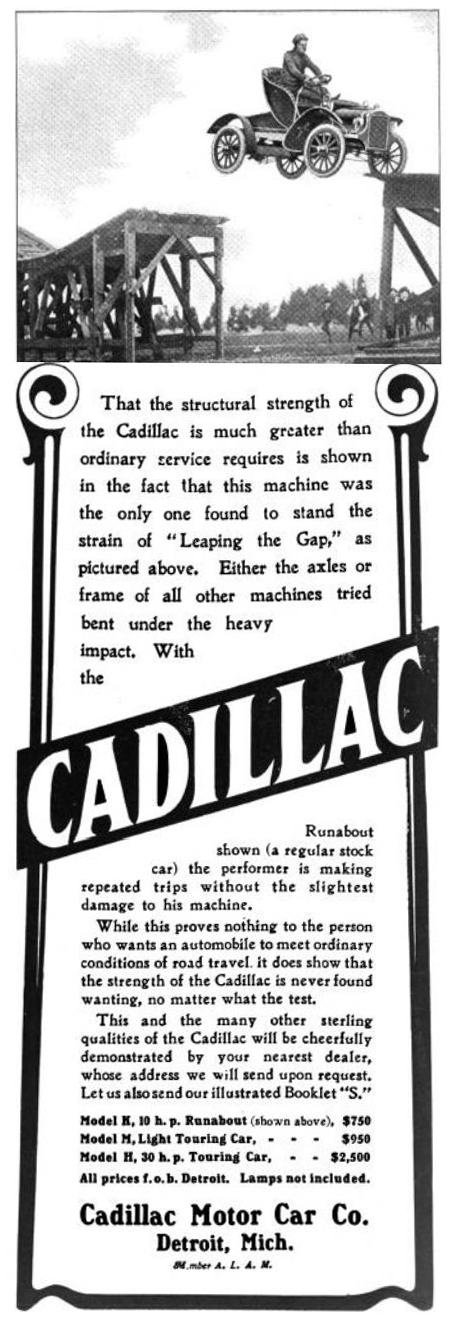
Een advertentie uit augustus 1906
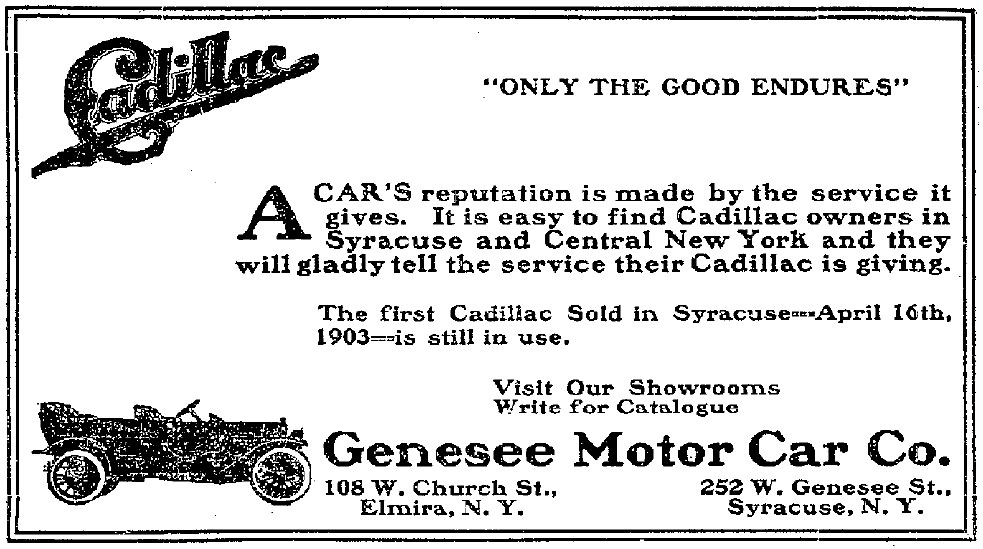
Een 1911 Cadillac advertentie: "Only the Good Endures" – Syracuse Post-Standard, 31 Januari 1911
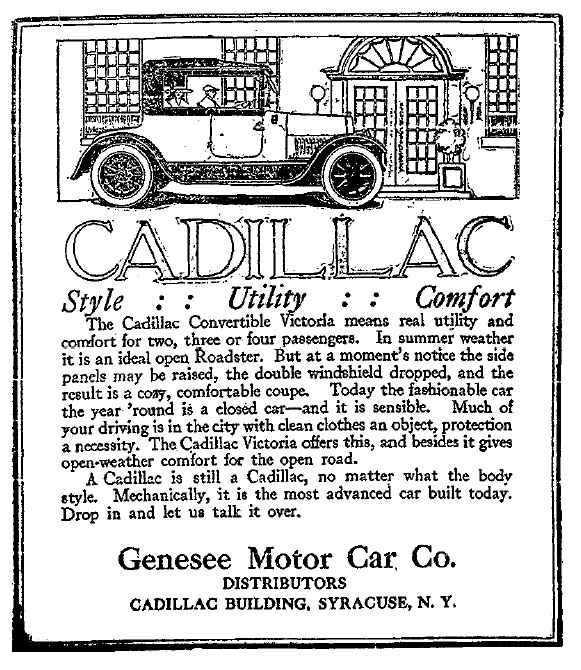
Een 1917 Cadillac advertentie: "Style, Utility, Comfort" – Syracuse Herald, 30 September 1917
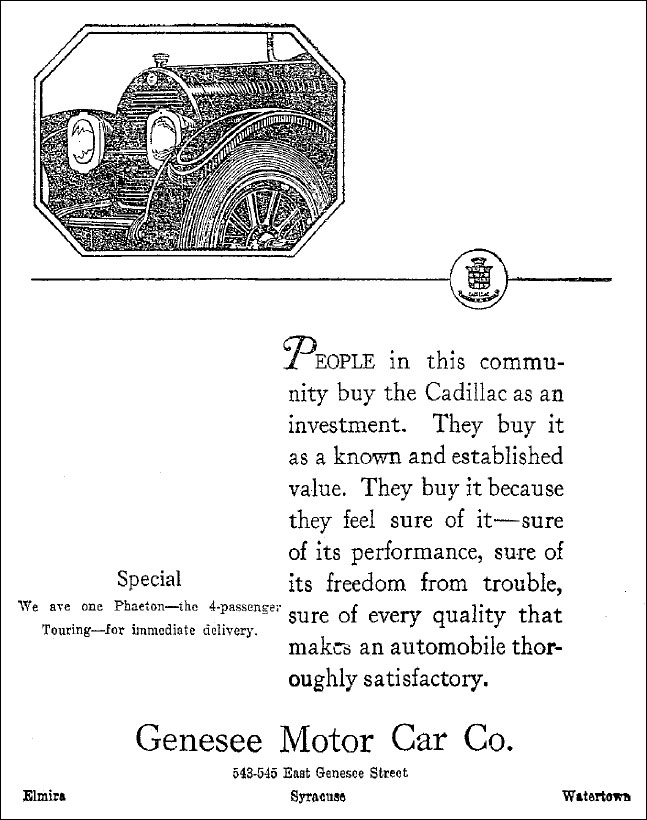
Een 1919 Cadillac advertentie: Phaeton, 4-passenger touring – Syracuse Herald, 30 September 1917
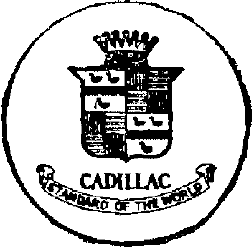
1921 logo

## Trivia
- De officiële staatsauto van de president van de Verenigde Staten, bijgenaamd Cadillac One, is al vele jaren een Cadillac
- Cadillac was het favoriete merk van Elvis Presley, die er zeker honderd kocht. Het bekendst is wellicht zijn roze Fleetwood 60 Special uit 1955.[8]
- De Britse rock-'n-rollzanger Vince Taylor nam in 1959 het nummer Brand New Cadillac op. Het zou vele malen worden gecoverd, onder andere in 1979 door de punkband The Clash en eerder in een gewijzigde vorm in 1964 door The Renegades als Cadillac.
- In de film The Matrix Reloaded komen de Cadillac CTS uit 2003 en de Escalade EXT voor. Beide worden in de film totaal vernield.
- De Amerikaanse countryzanger Hank Williams is overleden op de achterbank van een Cadillac.
- Het Nederlandse Koninklijk Huis beschikt over een Cadillac DTS Limousine in Royal Blue.